# Traian Băsescu
Traian Băsescu (Basarabi, 4 novembre 1951) è un politico rumeno, presidente della Romania dal 20 dicembre 2004 al 21 dicembre 2014.
Ex ufficiale di marina mercantile, è stato diverse volte ministro dei trasporti tra il 1991 e il 2000 e poi sindaco di Bucarest (2000-2004).
Nel 2001 è diventato presidente del Partito Democratico, succedendo a Petre Roman. Ha successivamente condiviso con Theodor Stolojan la presidenza della coalizione elettorale Alleanza Giustizia e Verità, costituita nel 2003 da PD e Partito Nazionale Liberale. In seguito al ritiro di Stolojan dalla campagna elettorale del 2004, è stato indicato quale candidato della coalizione alla presidenza della Romania.
È stato nominato presidente della Romania per un primo mandato in seguito alla vittoria al ballottaggio delle elezioni presidenziali del 2004 contro il candidato del centro-sinistra, Adrian Năstase. È stato confermato alle elezioni presidenziali del 2009, quando ha superato Mircea Geoană (PSD). È rimasto in carica per dieci anni, fatta esclusione di due brevi sospensioni temporanee, scaturite dai tentativi del parlamento di revocarlo dalla funzione per presunte violazioni della Costituzione. Entrambi i referendum popolari organizzati nel 2007 e nel 2012 ne hanno sancito il ritorno in ufficio.
Nel corso della sua presidenza, il 1º gennaio 2007, la Romania ha aderito all'Unione europea. Il suo mandato è stato caratterizzato dall'impegno per la lotta alla corruzione e dall'introduzione di misure per combattere le conseguenze della Grande recessione. Secondo diversi storici e politologi, da presidente ha promosso politiche populiste.
Al termine del mandato da capo di Stato nel 2015 si è iscritto al Partito del Movimento Popolare, di cui è stato a capo fino al 2018.
Eletto senatore nel 2016, ha rinunciato al seggio nel 2019 per rivestire la funzione di europarlamentare.
Nel 2019 il CNSAS lo ha deferito alla giustizia in quanto collaboratore della Securitate. Nel 2022 l'Alta corte di cassazione ha emesso la sentenza definitiva, che ha confermato il parere del CNSAS.

## Biografia

### Famiglia e formazione
Il padre Dumitru (1925-2002) era originario del villaggio di Podu Hagiului, nel comune di Gorban (distretto di Iași). Di professione operaio, fu selezionato dal Partito Comunista Rumeno per la scuola militare. Si diplomò nel 1949 presso la scuola ufficiali di Sibiu dove, secondo Sergiu Nicolaescu, fu collega dei futuri generali Victor Stănculescu e Vasile Milea. Al termine degli studi fu assegnato al 18º Reggimento carri di Basarabi (oggi Murfatlar), località in cui conobbe la moglie Elena (1929-2010), ragazza cresciuta in una famiglia modesta insieme ad altri otto fratelli. La coppia ebbe due figli, Traian (nato nel 1951) e Mircea (1953).
Per via di una promozione del padre, nel 1957 la famiglia si trasferì a Iași. Qui Traian frequentò le scuole primarie e il primo anno di ginnasio al Collegio Nazionale Costache Negruzzi. In seguito ad un nuovo cambio di posizione di Dumitru, nel 1963 i Băsescu si spostarono a Bacău. Traian, quindi, studiò alla Scuola Numero 5 (oggi chiamata Scuola Generale "Alexandru cel Bun") e al liceo "Lucrețiu Pătrășcanu" (oggi Collegio Nazionale "Gheorghe Vrănceanu"), in cui conseguì il diploma liceale nel 1971.
Traian Băsescu si laureò nel 1976 alla facoltà di navigazione commerciale dell'Accademia navale Mircea cel Bătrân di Costanza.
Nel 1995 seguì un corso di gestione dell'industria del trasporto marittimo organizzato dall'Accademia reale navale norvegese.

### Carriera nella marina mercantile
Dopo l'università fu ufficiale di marina per la flotta di Stato, la NAVROM con sede a Costanza. Nel 1981 assunse il grado di comandante e, in tale veste, guidò le navi "Argeș", "Crișana" e, dal 1984, l'ammiraglia della marina mercantile rumena, la "Biruința".
Il 10 settembre 1981, al comando della petroliera "Argeș", fu protagonista di un incidente che provocò l'incendio di trentasette imbarcazioni nel porto di Rouen, a partire da un rogo scoppiato a bordo della sua nave e per il quale le autorità francesi aprirono un'inchiesta, che fu chiusa senza l'avvio di procedimenti.
Nel 1987 divenne capo della rappresentanza NAVROM presso il porto di Anversa.
Nel 1989 fece ritorno in patria, rivestendo il ruolo di direttore generale dell'ispettorato di Stato per la navigazione civile in seno al ministero dei trasporti, che mantenne fino al 1990, anno in cui entrò in politica.

### Primi incarichi politici
Si iscrisse al Partito Comunista Rumeno nel 1979. Dopo la caduta del regime dichiarò di aver fatto parte del partito solo per poter fare carriera in marina. In seguito alla rivoluzione romena del 1989 entrò nel Fronte di Salvezza Nazionale (FSN) di Ion Iliescu.
Fra il 28 giugno 1990 e il 30 aprile 1991 fu sottosegretario di Stato del ministero dei trasporti, incaricato della conduzione del dipartimento per il trasporto navale, nel quadro del governo Roman II. Fu nominato ministro dei trasporti in seguito al rimpasto del 30 aprile 1991 e fu confermato anche nel successivo governo Stolojan, il cui mandato si esaurì nel novembre 1992.
Dopo la scissione del FSN dell'aprile 1992, rimase fedele alla corrente dell'ex premier Petre Roman, che premeva per un accentuato riformismo in politica economica in contrapposizione alla fazione del presidente della Romania Ion Iliescu. In occasione del congresso che sancì la ridenominazione del partito in Partito Democratico (PD) del 28 e 29 maggio 1993, Băsescu ne fu nominato vicepresidente, posizione che riuscì a mantenere fino al 2001.
Nell'ottobre 1992 fu eletto deputato nella circoscrizione del distretto di Vaslui. Nel corso della legislatura 1992-1996 fu vicepresidente della commissione industria e servizi della camera dei deputati.
Nell'aprile 1996 si dimise dalla camera e rinunciò all'immunità parlamentare per mettersi a disposizione della procura, che aveva aperto un'indagine nei suoi confronti. Băsescu era accusato, nel periodo in cui era stato ministro dei trasporti, di aver avallato la cessione di varie navi della marina rumena a prezzi inferiori rispetto a quelli di mercato e considerati svantaggiosi per lo Stato.

### Ritorno al ministero dei trasporti
Nel 1996 fu coordinatore della campagna di Petre Roman alle elezioni presidenziali. Il candidato del PD arrivò terzo, mentre il partito formò una coalizione di governo con la Convenzione Democratica Romena (CDR). Băsescu fu rieletto alla camera dei deputati, in cui dal 1996 al 2000 partecipò alla commissione per l'industria, e fu nominato ministro dei trasporti del governo Ciorbea.
L'alleanza di governo fu costantemente scossa da tensioni interne alla maggioranza. Il 19 dicembre 1997, nel corso di un'intervista concessa al giornalista Claudiu Săftoiu e pubblicata da Evenimentul zilei, Băsescu accusò apertamente il premier d'indecisione, d'incapacità nella gestione del processo di privatizzazione e di un insufficiente coordinamento delle sedute di governo. Al culmine della disputa con Victor Ciorbea il 29 dicembre Băsescu si dimise dal ruolo. Il PD prese le difese del suo ministro e il 14 gennaio 1998 si rivolse ai partner di coalizione, chiedendo la nomina di un nuovo premier. Persa la maggioranza per via dell'opposizione del PD, Ciorbea rassegnò le proprie dimissioni nel mese di marzo. Băsescu rientrò al ministero dei trasporti in seguito all'insediamento del governo Vasile nell'aprile 1998.
Nel corso del mandato di ministro istituì una speciale tassa per il rifacimento delle strade statali e riorganizzò la compagnia ferroviaria nazionale, la CFR, suddividendola in varie società in base al settore di competenza.

### Sindaco di Bucarest
Il 3 marzo 2000 il Consiglio nazionale di coordinamento del PD lo confermò alla vicepresidenza del partito, con l'incarico di gestire le politiche governative.
Nel giugno del 2000 si candidò a sindaco di Bucarest alle elezioni locali. Nonostante il dominio del PDSR nella capitale rumena (il partito di Iliescu vinse in tutti i settori), al ballottaggio Băsescu riuscì a rimontare uno svantaggio di quasi 20 punti subito al primo turno contro Sorin Oprescu. Vinse con il 50,7% dei voti contro il 49,3% dell'avversario. L'elettorato vide in Băsescu la figura di un amministratore caparbio e risoluto e ignorò il suo ruolo di protagonista di contrasti in seno al governo. Il 26 giugno lasciò i posti in parlamento e governo, in quel momento guidato dal primo ministro Mugur Isărescu.
Il 2 agosto 2000 fu nominato dai vertici del PD nuovo presidente ad interim della filiale del partito a Bucarest, succedendo al dimissionario Nicolae Stăiculescu. Fu poi sostituito nel maggio 2001 da Vasile Blaga.
Da sindaco si batté per la sterilizzazione e l'eutanasia dei cani randagi che affollavano le strade della capitale e per l'abbattimento dei chioschi e di altre strutture che occupavano abusivamente il suolo pubblico. Nel 2001, anno di apogeo di una controversa campagna di lotta al randagismo, furono catturati 51.000 animali, dei quali 48.000 furono soppressi. Tra le altre iniziative realizzò la linea del tram 41 e sostenne la costruzione del ponte "Basarab", che fu eretto tra il 2006 e il 2011. Divenuto presidente del PD nel maggio del 2001, nel corso del mandato di primo cittadino si costruì un'immagine pubblica come di un sindaco combattivo e avversato dai componenti del consiglio comunale, in cui non aveva la maggioranza.
Fu rieletto anche nel 2004, al termine di una campagna in cui presentava lo slogan «O tutto o niente» («Totul sau nimic»). Ricorrendo ad un linguaggio diretto e popolare, veicolò un messaggio di lotta a un presunto sistema di corruzione patrocinato dal partito di governo, il Partito Social Democratico (PSD), che ne bloccava le iniziative. Si trattò di una campagna basata più sull'esaltazione della propria immagine, che sulle realizzazioni concrete da amministratore. Al voto del 6 giugno 2004 fu eletto al primo turno con il 55%, mentre il rappresentante del PSD, Mircea Geoană, non andò oltre il 30%.

### Presidente del Partito Democratico

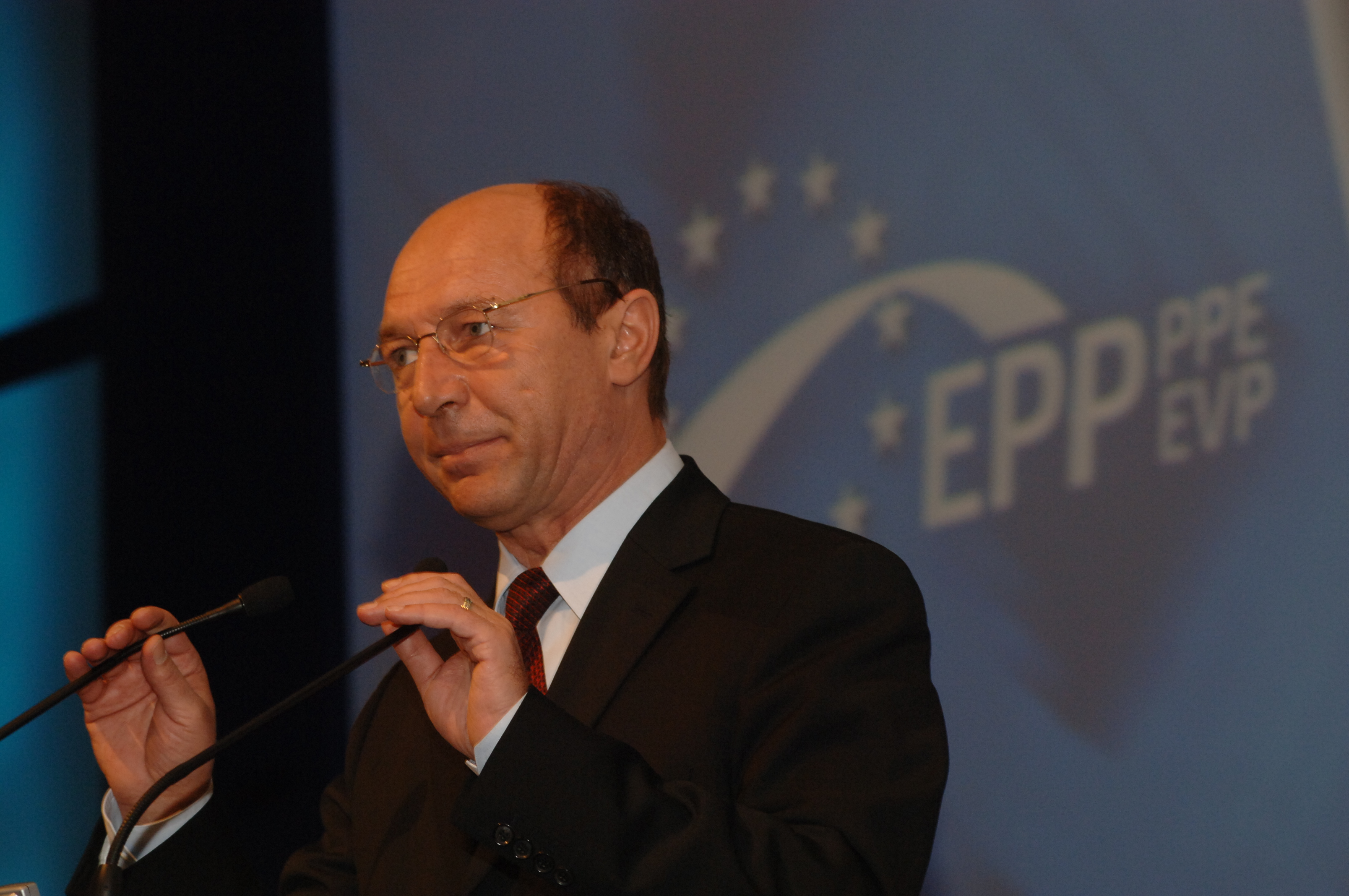
Traian Băsescu al congresso del Partito Popolare Europeo nel 2006.

Nel 2000 fu nuovamente coordinatore della campagna elettorale di Petre Roman alle presidenziali del 26 novembre. Questi arrivò sesto, mentre alle contemporanee parlamentari il PD ottenne meno del 6%.
In vista dell'indizione di una convenzione nazionale straordinaria, il 9 febbraio 2001 Băsescu annunciò la propria candidatura alla presidenza del partito. La direzione convocò la convenzione nazionale per il 18 e 19 maggio 2001, come desiderato da Băsescu, mentre non assecondò l'idea di Roman di celebrarla in settembre. Băsescu presentò il programma «Romania forte - Romania socialdemocratica» («România puternică - România social-democrată»). Il sindaco di Bucarest sconfisse il presidente uscente Roman con 653 voti a 304.
Il cambio di leadership significò per il PD un mutamento radicale della propria immagine, con il successo dello stile diretto e risolutivo di Băsescu, contro la sobrietà e l'elitismo di Roman. Da capo del partito promosse una politica di duro conflitto con il PSD, mentre nel 2003 favorì la nascita di un'alleanza con un altro gruppo d'opposizione, il Partito Nazionale Liberale (PNL) di Theodor Stolojan. La coalizione prese il nome di Alleanza Giustizia e Verità (DA). Alle elezioni locali del 2004 DA presentò candidature congiunte solamente a Bucarest (dove Băsescu ottenne la rielezione a sindaco) e Cluj-Napoca, mentre la collaborazione fu estesa a livello nazionale per le parlamentari e presidenziali dell'autunno 2004.
Sotto l'influenza di Băsescu dal punto di vista ideologico il partito si orientò dalla socialdemocrazia alla dottrina popolare, tanto che nel 2005 il PD lasciò il Partito del Socialismo Europeo e l'Internazionale socialista per aderire al Partito Popolare Europeo. Al di là del riposizionamento ideologico, dopo il 2004 il PD fu soprattutto un partito pragmatico ed espressione della politica presidenziale di Băsescu.
Tra gli altri obiettivi politici di Băsescu vi fu anche la fusione di PD e PNL per la creazione di un grande fronte di centro-destra a suo sostegno. Malgrado il prolungato dibattito e le pressioni dei leader del PD, l'unione non si concretizzò a causa di resistenze interne al PNL, che temeva di veder sparire il proprio bagaglio ideologico. Alla fine del 2006, tuttavia, sorse in seno al PNL una corrente scissionista pro-Băsescu guidata da Theodor Stolojan, il Partito Liberale Democratico, che nel dicembre 2007 confluì nel PD, dando vita al Partito Democratico Liberale (PDL). La centralità della figura di Băsescu continuò a costituire una delle caratteristiche principali anche dell'azione politica del nuovo partito.

### Presidente della Romania

#### Primo mandato

##### Elezione del 2004
Nel pieno della campagna elettorale per le presidenziali, il 2 ottobre 2004 Theodor Stolojan, indicato inizialmente per concorrere alla funzione di capo di Stato, accusando gravi problemi di salute, annunciò il suo ritiro. Lasciò campo libero a Băsescu, in quel momento sindaco di Bucarest, che il 6 ottobre fu convalidato come nuovo candidato di DA alla presidenza del paese. Il leader del PD accusò il PSD di aver portato Stolojan a tale condizione, sfruttando l'evento in funzione della propria campagna elettorale.
L'argomento principale della propaganda di Băsescu fu la lotta alla corruzione, le cui responsabilità nei suoi discorsi ricadevano interamente sul PSD. DA avrebbe difeso l'indipendenza della giustizia e la libertà d'espressione della stampa, aree che nel corso dei quattro anni precedenti avevano subito le interferenze delle istituzioni in mano al partito di Adrian Năstase. Băsescu sosteneva di essere pronto a battersi contro il sistema voluto dal PSD e prometteva di trasformarlo alla radice. Accusò ripetutamente il governo Năstase di aver favorito il dilagare della corruzione e la formazione di un'oligarchia politica vicina al suo partito (i cosiddetti "baroni"). Băsescu ricorse a un gergo popolare e ad espressioni dure. Promise, ad esempio, che dopo la sua vittoria i corrotti sarebbero stati impalati di fronte al governo. Il programma di DA prevedeva l'adozione di misure liberali in campo economico, quali l'introduzione della flat tax sui redditi al 16%.
Con il 41% Năstase fu il candidato più votato al primo turno, mentre il presidente del PD conseguì il 33%. In vista del ballottaggio Băsescu riuscì a mobilitare l'elettorato in suo favore lanciando accuse di brogli all'indirizzo del PSD al fine di screditare il concorrente. Il richiamo alla contemporanea rivoluzione arancione in atto in Ucraina funse da propulsore per la propria elezione. I brogli elettorali non furono mai provati, ma al secondo turno del 12 dicembre il leader di DA ottenne il 51%, con un minimo vantaggio rispetto a Năstase.
Nel discorso di insediamento alla presidenza della Romania, Băsescu affermò che le priorità del suo incarico sarebbero state la lotta alla corruzione e alla povertà, la depoliticizzazione della pubblica amministrazione, la difesa della libertà di stampa, un piano di riforma in campo amministrativo e nella giustizia, il miglioramento del sistema educativo e il rafforzamento dei rapporti con Unione europea, Stati Uniti e Regno Unito.
A inizio mandato Băsescu scelse sei consiglieri presidenziali: Theodor Stolojan (per l'economia), Renate Weber (per il diritto), Adriana Săftoiu (per le relazioni pubbliche), Claudiu Săftoiu (per le politiche interne), Andrei Pleșu (per la politica estera) e Vasile Blaga (per la sicurezza nazionale).
In seguito al successo elettorale, come previsto dalle norme costituzionali, Băsescu si dimise dall'incarico politico di presidente del PD. Il ruolo fu assunto dal presidente esecutivo Emil Boc.
Il 22 dicembre 2004 designò quale nuovo primo ministro il presidente del PNL Călin Popescu Tăriceanu, che riuscì a formare una maggioranza cooptando nella squadra di governo i partiti minori dell'Unione Democratica Magiara di Romania e del Partito Umanista Rumeno.

##### Politica interna

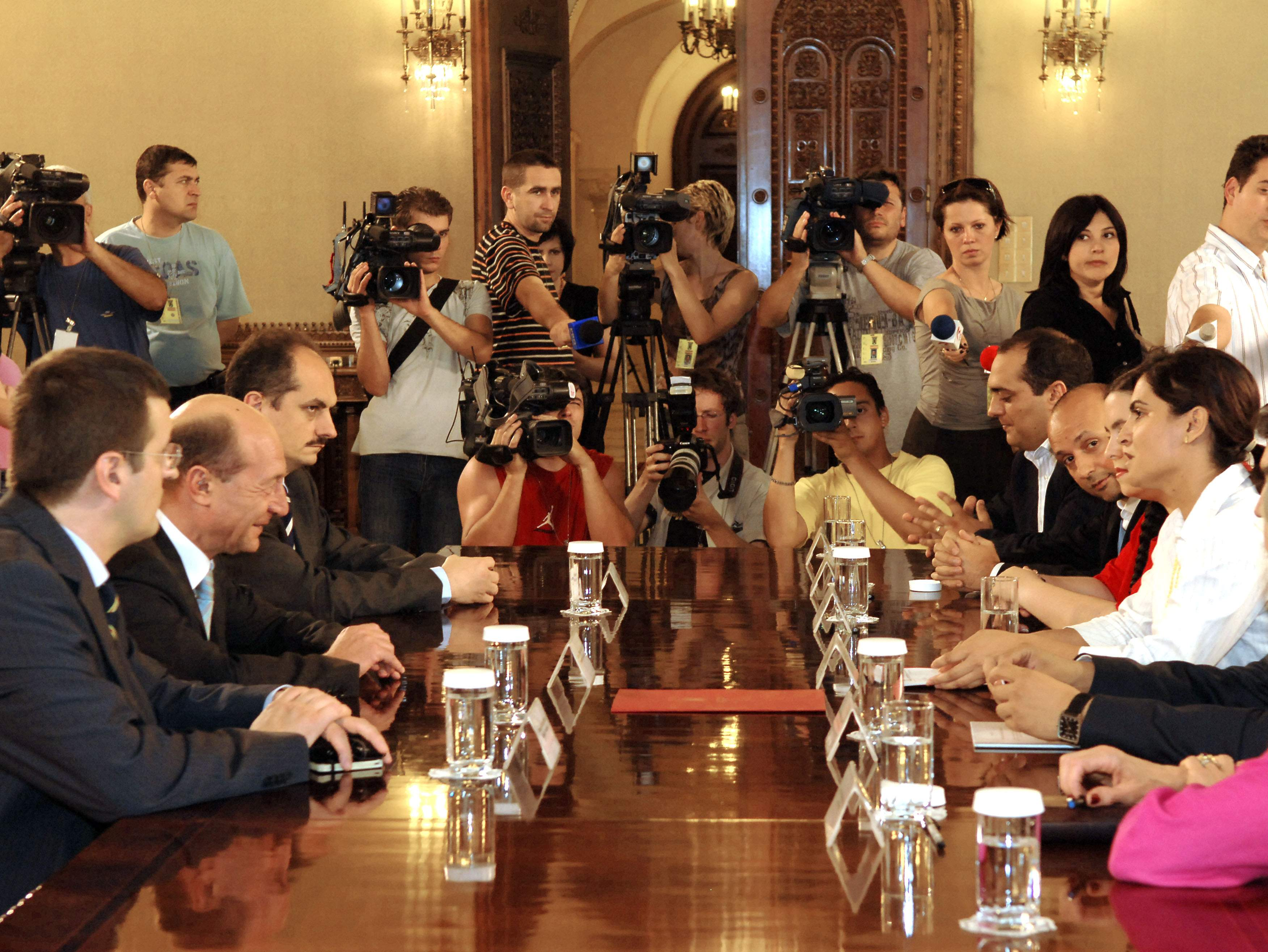
Traian Băsescu all'incontro con i rappresentanti delle sei organizzazioni non governative per la tutela dei rom nel 2008.

In politica interna il suo primo mandato fu caratterizzato da proclami contro la corruzione e da frequenti esternazioni contro presunti gruppi d'interesse che agivano contro il bene pubblico. A tal proposito a partire dal 2005 si scagliò contro quelli che definiva i «ragazzi furbi dell'energia» («băieți destepți din energie»), per riferirsi agli intermediari del mercato energetico che lucravano sulla compravendita dell'elettricità, acquistandola a prezzi bassi dai produttori nazionali, per poi rivenderla a prezzi maggiorati alle società del settore pubblico e privato. Oltre a ciò si espresse ripetutamente a favore della condanna di ministri e politici indagati per fatti di corruzione. Il 30 marzo 2005 partecipò alla seduta di governo che approvò la strategia di riforma della giustizia e di lotta alla corruzione, che rappresentava uno dei principali provvedimenti promessi da DA.
Una seconda linea d'azione fu quella della desecretazione degli atti correlati al regime comunista. Il 28 febbraio 2005 presiedette la sua prima seduta del Consiglio Supremo di Difesa del Paese (CSAT), che deliberò la strategia nazionale di sicurezza. Il piano prevedeva il trasferimento di due terzi degli archivi dell'ex Securitate, pari a 2,5 milioni di fascicoli, cioè 12 km di schedari, al Consiglio nazionale per lo studio degli archivi della Securitate (CNSAS). Fu decretata anche la declassificazione dei documenti dell'ex Impresa per il commercio estero "Dunărea", che era stata gestita dalla Securitate, in modo da rendere pubblici i nomi dei fruitori dei finanziamenti da parte della polizia politica comunista. Il 7 dicembre 2005 fu decretato il passaggio agli archivi nazionali di tutti i documenti riguardanti il Consiglio di mutua assistenza economica e il patto di Varsavia.
Nel marzo 2005 assunse personalmente il comando dell'unità di crisi incaricata di gestire il caso del rapimento in Iraq di tre giornalisti rumeni e della loro guida. Nel maggio 2005 si arrivò alla loro liberazione in circostanze non del tutto chiarite, mentre il fascicolo fu sottoposto a segreto di Stato. Uno dei principali indagati, l'imprenditore siriano Omar Hayssam, fuggì dal paese nel luglio 2006. In seguito alla vicenda Băsescu affermò di aver perso la fiducia nei servizi segreti e spinse alle dimissioni i direttori di SIE, SRI, DGIPI e il procuratore generale Ilie Botoș.
Il 18 novembre 2005 ratificò la nascita della Comunità nazionale delle informazioni (CNI), organismo in subordine al CSAT, di cui era capo, incaricato di coordinare le iniziative dei vari servizi segreti del paese.
Il 5 aprile 2006 promosse l'istituzione di una commissione presidenziale per l'analisi della dittatura comunista, condotta dallo storico Vladimir Tismăneanu, il cui rapporto fu alla base di un suo successivo discorso in parlamento. Il 18 dicembre 2006 Băsescu si rivolse alle camere in seduta congiunta, condannando ufficialmente il regime comunista per le azioni commesse tra il 1944 e il 1989. Tra i crimini il capo di Stato enumerò la soppressione dei partiti democratici e del libero mercato, oltre all'uccisione e alla deportazione di migliaia di persone. Secondo il rapporto la dittatura aveva causato tra 500.000 e 2 milioni di vittime. Tra gli invitati presenziarono alla seduta Václav Havel, Lech Wałęsa, Želju Želev, Michele I e il patriarca Teoctist. Il discorso fu tuttavia disturbato dai parlamentari del Partito Grande Romania (PRM), che si opponevano alle conclusioni della commissione.
Nel 2008 si fece promotore di un documento, il «Patto nazionale per l'educazione», che il 5 marzo fu sottoscritto da tutti i partiti parlamentari, ma fu contestato da una parte dei sindacati. Il piano prevedeva una maggiore autonomia scolastica, l'affermazione della gratuità dell'istruzione fino all'età di 13 anni e maggiori risorse per l'educazione, con la destinazione annua del 6% del PIL. Negli anni successivi i termini del patto rimasero perlopiù inapplicati e al settore dell'istruzione non fu mai assegnato il 6% del PIL come invece garantito dal documento.
Băsescu istituì anche una commissione presidenziale incaricata di analizzare la crisi della natalità e l'invecchiamento della popolazione. La commissione, presieduta dal sociologo Marian Preda, presentò il proprio rapporto nel 2009, ma alle raccomandazioni non seguirono specifiche azioni o politiche pubbliche.

##### Conflitti con il primo ministro

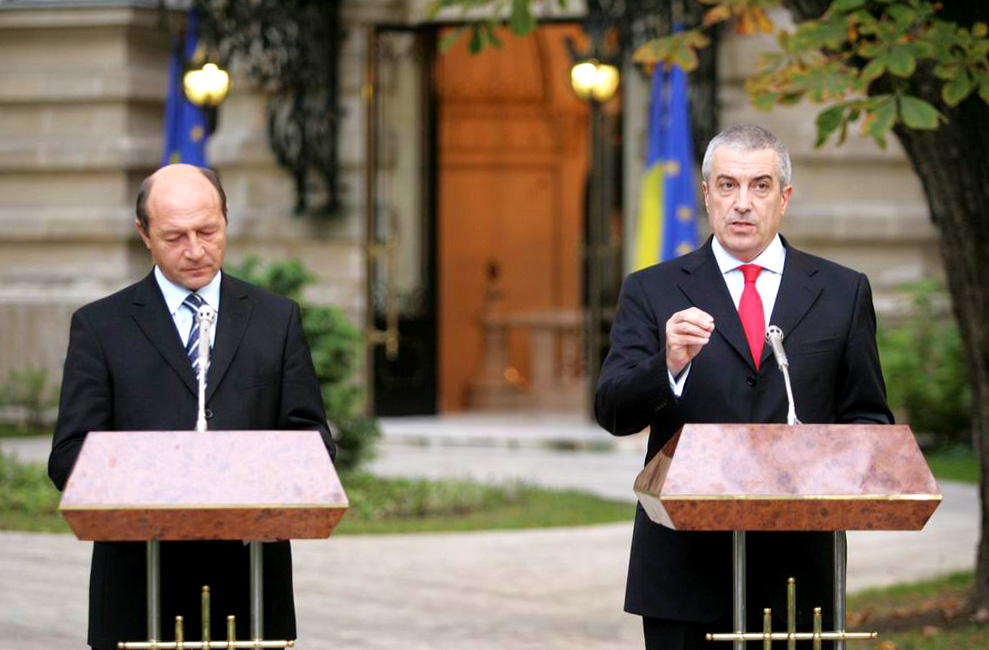
Traian Băsescu e Călin Popescu Tăriceanu nel 2005.

Poche settimane dopo l'insediamento del governo Tăriceanu, il 5 gennaio 2005, in un'intervista ad Adevărul Băsescu definì "immorale" la partecipazione del PUR alla maggioranza, visto che alle elezioni si era presentato in coalizione con il PSD, ma la riteneva necessaria per la formazione dell'esecutivo. Si dichiarò inoltre favorevole a elezioni anticipate. La potenziale crisi di governo derivante dalle sue parole rientrò alcuni giorni dopo.
Nell'estate 2005 apparvero i primi contrasti con il premier Tăriceanu sul tema delle elezioni anticipate, caldeggiate da Băsescu al fine di ottenere alle urne una più confortabile maggioranza di governo. Per dar corso al progetto in un primo momento il premier preannunciò le sue dimissioni, salvo poi ritrattarle facendo appello al senso di responsabilità, poiché il paese in quel momento era flagellato dalle alluvioni. Su questo punto Băsescu si presentò più volte nelle aree colpite dagli allagamenti. L'8 agosto 2005 il presidente accusò il primo ministro di aver cambiato idea solo dopo aver avuto un colloquio con il magnate Dinu Patriciu, avanzando l'ipotesi dell'esistenza di un accordo illecito. Da quel momento i conflitti sul piano politico, economico e sociale tra premier e capo di Stato crebbero d'intensità. Il periodo fu caratterizzato da ripetute critiche da parte del presidente della Romania e dei suoi collaboratori alle azioni dell'esecutivo, che influirono sull'efficienza dell'azione governativa.
Nel febbraio 2006 affermò «la mafia è arrivata troppe volte al governo». Il presidente si riferiva ad alcuni atti normativi emessi dall'esecutivo che secondo lui favorivano determinate personalità e di cui non avvertiva la necessità. Nel mese di aprile 2006 dichiarò pubblicamente di rimpiangere la nomina di Tăriceanu a primo ministro.
Un nuovo motivo di scontro fu quello del ritiro delle truppe rumene dall'Iraq, richiesto dal primo ministro nel giugno 2006, ma respinto categoricamente da Băsescu. Tre mesi più tardi, inoltre, procedette alla sospensione del ministro della difesa Teodor Atanasiu, sulla base di una denuncia sporta da uno dei suoi consiglieri presidenziali. Sempre nel 2006 si scontrò con il governo sull'argomento delle leggi sulla sicurezza nazionale, che avrebbero dovuto allargare i poteri dei servizi segreti. Il piano fu approvato dal governo il 25 ottobre 2006, ma con emendamenti che furono presto biasimati dal capo di Stato. Alla fine dello stesso anno emerse la polemica sulla nomina del commissario europeo della Romania, poiché sia presidente che primo ministro la consideravano una propria prerogativa.
Nel gennaio 2007 nel corso di una conferenza stampa Băsescu presentò una nota su un presunto biglietto incriminante che avrebbe confermato le insinuazioni della sua collaboratrice Elena Udrea, che sosteneva che nella primavera del 2005 il primo ministro si fosse rivolto al capo di Stato e al ministro della giustizia perché intervenissero in seno alla procura generale al fine di tutelare Dinu Patriciu, che era indagato per vari reati. Tăriceanu respinse le accuse e il mese successivo presentò due nuove bigliettini che, al contrario, riguardavano un supposto tentativo del presidente della Romania di favorire due compagnie private, tra le quali la ALRO. Il 20 febbraio 2007 i due raggiunsero l'apice del confronto, con una lite in diretta sulla TV di Stato. Nello stesso mese di febbraio Băsescu rifiutò la nomina a ministro degli esteri di Adrian Cioroianu, nome proposto dal premier, che si rivolse alla Corte costituzionale contro la decisione del presidente.
Nell'aprile 2007 il primo ministro escluse il PD dal governo e diede vita ad un esecutivo sostenuto dai soli PNL e UDMR, segnando lo scioglimento de facto dell'Alleanza Giustizia e Verità. Il premier addossò la responsabilità della crisi al capo di Stato. Băsescu definì la nuova composizione del governo Tăriceanu II un «illegittimo consiglio d'amministrazione di gruppi d'interesse».
In seguito al fallimento del referendum per il suo impeachment tornò a scontrarsi con governo e parlamento. Nel mese di giugno 2007 sospese il ministro delle comunicazioni Zsolt Nagy. Alla fine del 2007 pretese le dimissioni del ministro della giustizia Tudor Chiuariu poiché indagato per corruzione, salvo poi rifiutare la nomina del nuovo guardasigilli proposto da Tăriceanu, Norica Nicolai. Băsescu si confrontò poi con il ministro ad interim Teodor Meleșcanu e lo minacciò di sospensione, perché lo riteneva reo di temporeggiare nell'approvazione dell'autorizzazione a procedere contro otto persone che avevano rivestito funzioni ministeriali. Nell'agosto 2008 sospese il suo terzo ministro, quello del lavoro Paul Păcuraru, coinvolto in un'inchiesta della Direzione nazionale anticorruzione.
Il 24 settembre 2008 Băsescu si rivolse alla camere per un messaggio sullo stato della nazione, reclamando l'avvio delle procedure per l'adozione dell'euro, criticando la definizione dei collegi uninominali per le elezioni del 2008 da parte del governo e lanciando dei proclami contro la corruzione. Il mese successivo affrontò il primo ministro, che lo pregava di rifiutare la promulgazione della legge sulla maggiorazione del salario dei professori, per la quale secondo il capo del governo non esistevano le coperture finanziarie. Băsescu firmò la legge e invitò anche altre categorie professionali a chiedere aumenti. Facendo riferimento all'acquisto di alcune vetture da parte del ministero dell'interno a prezzi da lui ritenuti esagerati, accusò il governo di gestire malamente il bilancio e di utilizzarlo per scopi illegittimi.

##### Referendum del 2007

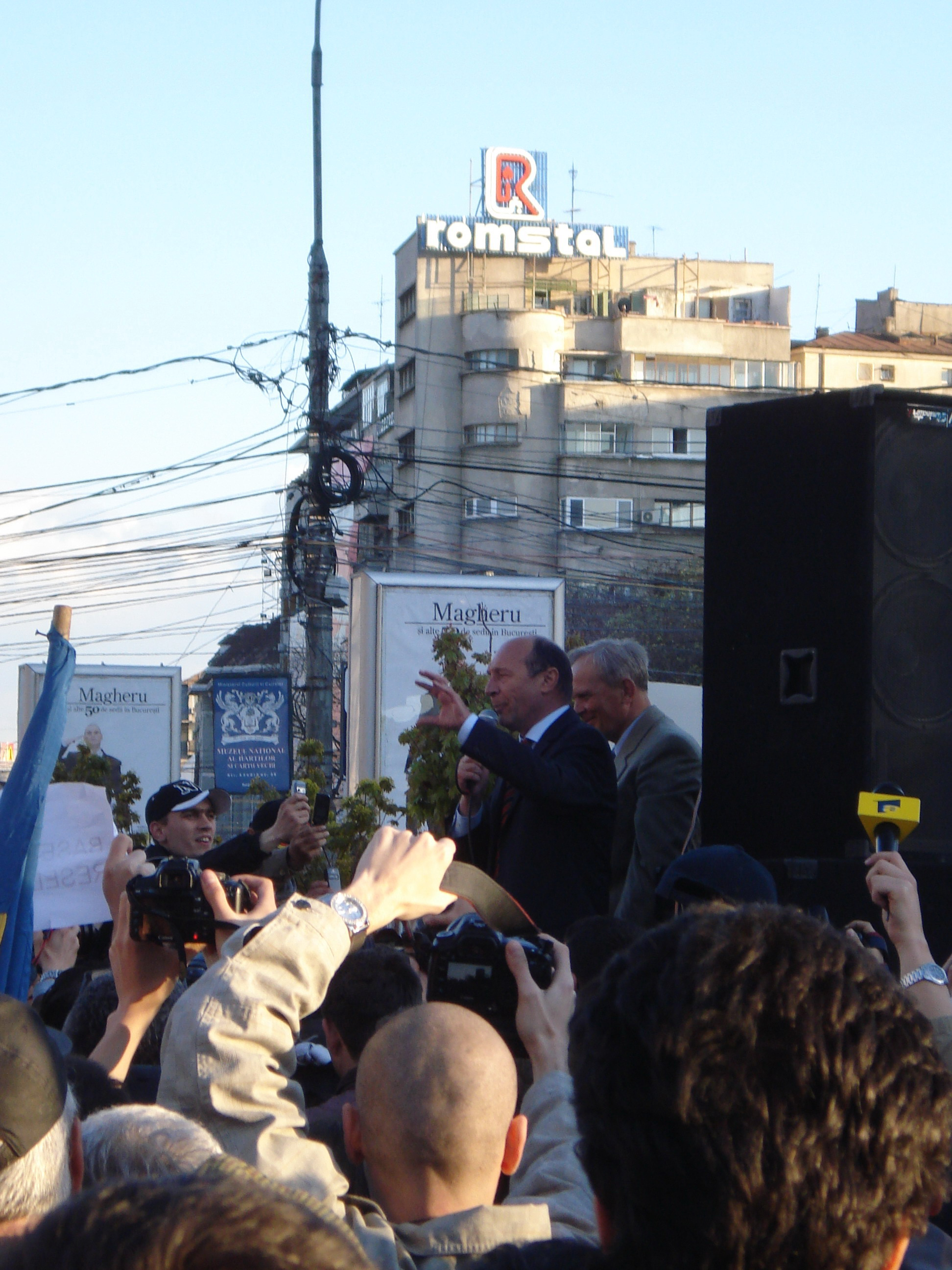
Traian Băsescu e Theodor Stolojan durante una manifestazione a Bucarest nell'aprile 2007.

Nel febbraio 2007 PSD e PRM presentarono in parlamento un primo documento per la messa in stato d'accusa del presidente della Romania, reclamando violazioni della costituzione. In risposta alle imputazioni, il 14 febbraio 2007 Băsescu si rivolse alle camere, reclamando la necessità di riformare la classe politica e rendendo nota la sua intenzione di convocare un referendum per l'adozione di un sistema elettorale da lui definito "uninominale".
Il 28 febbraio si costituì la commissione parlamentare d'inchiesta per l'impeachment, presieduta da Dan Voiculescu (PC) e composta da tutti i partiti ad esclusione del PD. Sebbene il 5 aprile 2007 la Corte costituzionale avesse emanato il proprio parere non vincolante, affermando che non ravvisava gravi elementi di violazione della costituzione, il 19 aprile le camere in seduta congiunta con 322 sì, 108 no e 10 voti nulli decretarono la sospensione temporanea del capo di Stato. In attesa della celebrazione del referendum popolare per la conferma della revoca di Băsescu, il presidente del senato Nicolae Văcăroiu assunse ad interim la presidenza della Romania.
Sostenuto dal PD e dagli alleati del PLD, Băsescu perseguì una campagna dai toni duri, sostenendo di essere in lotta per il popolo contro un sistema politico oligarchico rappresentato dai 322 parlamentari che avevano votato per la sua sospensione.
Malgrado la bassa affluenza (44%) il referendum del 19 maggio fu un plebiscito per Băsescu. Quasi il 75% degli elettori si espresse contro la destituzione del presidente, che poté tornare in carica. Alla luce dei risultati del referendum, il 30 maggio 2007 si presentò in parlamento, criticando la classe politica e chiedendo le dimissioni dell'esecutivo. Nel proprio discorso di fronte agli onorevoli fece una serie di proposte per il consolidamento della democrazia in Romania, tra le quali l'introduzione del sistema elettorale "uninominale", il completamento dei lavori per la legge sul lustrismo, la riforma costituzionale per il chiarimento delle attribuzioni di presidenza, governo e parlamento, la creazione di un parlamento monocamerale, la riduzione del numero dei parlamentari, il miglioramento delle misure per la lotta alla corruzione e il varo delle leggi sulla sicurezza nazionale.
Il 23 ottobre 2007 Băsescu convocò un nuovo referendum, che si tenne in concomitanza con le elezioni europee. Il capo di Stato chiamò i cittadini ad esprimersi sull'adozione di una legge elettorale che contemplasse l'elezione di deputati e senatori secondo un sistema maggioritario uninominale a doppio turno. Il modello "alla francese" proposto da Băsescu si opponeva ad un ulteriore progetto di riforma elettorale elaborato dal governo, che prevedeva un sistema misto tra maggioritario e proporzionale. Il presidente fu accusato dall'opposizione di utilizzare la campagna sul referendum come strumento di sostegno elettorale per il PD.
Lo scrutino del 25 novembre 2007 restituì la vittoria del Partito Democratico alle europee, mentre il referendum fallì per il mancato raggiungimento del quorum. L'affluenza fu del 26,51%.
Parallelamente Băsescu si appellò alla Corte costituzionale contro la legge elettorale emanata dal governo. Il 12 dicembre 2007 i giudici dichiararono incostituzionali tre suoi articoli.

##### Sostegno al governo Boc

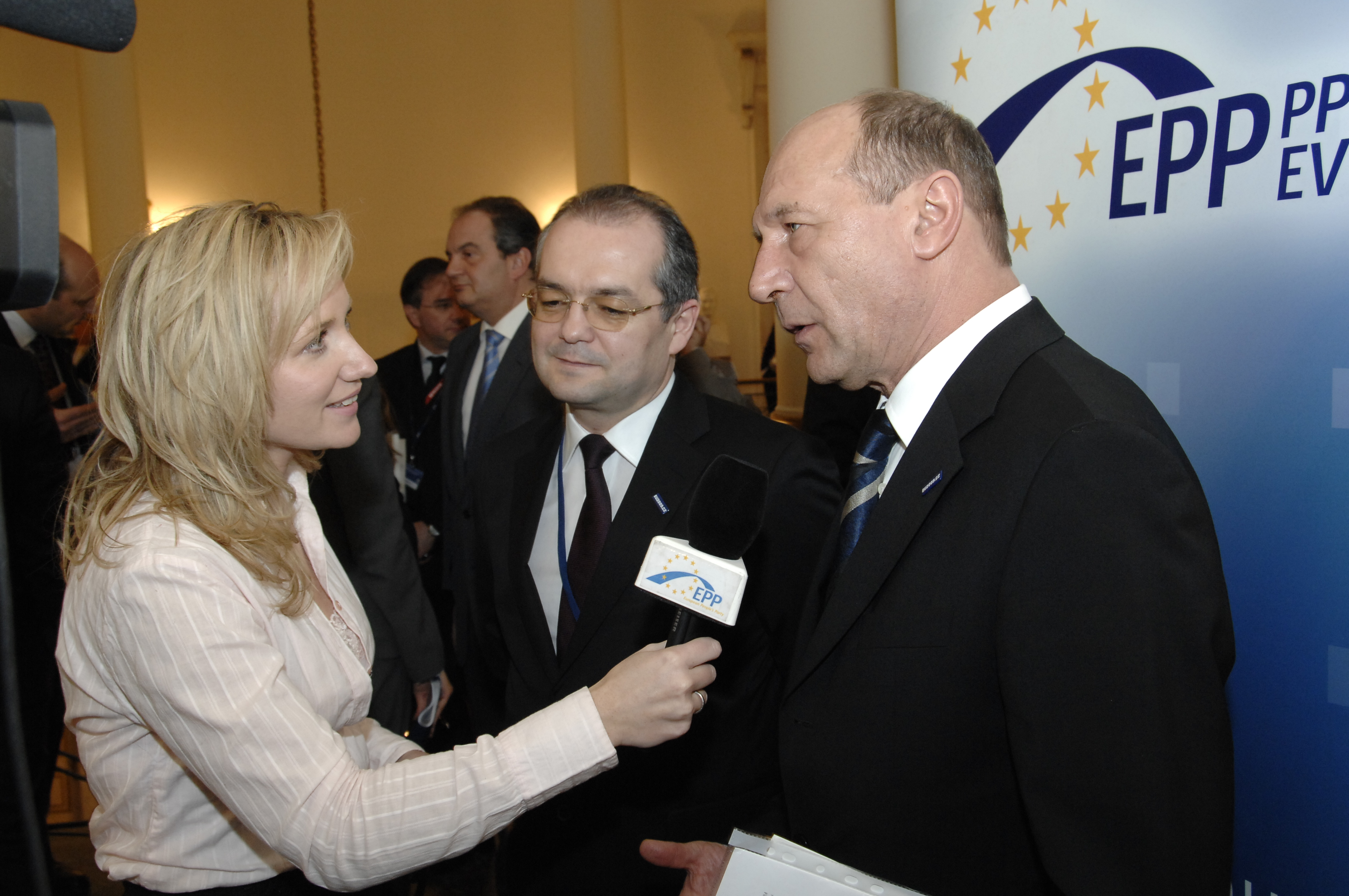
Traian Băsescu al fianco di Emil Boc nel 2009.

Alle elezioni parlamentari del 2008 la campagna del PDL fu influenzata dalla figura dominante di Băsescu che, nonostante fosse formalmente indipendente, era ingaggiato nel suo duro confronto con il governo e le altre forze parlamentari. Il presidente provò a sminuire la portata dell'incipiente recessione, rassicurando gli elettori sulla stabilità dei conti della Romania e indicando altre priorità, quali la sanità, l'istruzione, il calo della natalità e la riforma della giustizia.
Il voto restituì un risultato di parità tra PDL e PSD, che avviarono le trattative per garantire la formazione di un governo di grande coalizione. Il 10 dicembre 2008 il presidente della Romania incaricò Theodor Stolojan del ruolo di primo ministro designato. Dopo la conclusione dei negoziati fra i due partiti, il 16 dicembre Stolojan si ritirò dall'incarico, mentre Băsescu ripiegò su Emil Boc. Il suo governo entrò in carica il 22 dicembre 2008. Il capo di Stato asserì di vedere i suoi sogni avverati («îmi văd visul cu ochii») poiché il nuovo esecutivo godeva di una netta maggioranza parlamentare. Nel corso di un'intervista del 16 gennaio 2009 dichiarò che aveva mediato la formazione di tale coalizione al fine di garantire stabilità politica per la riforma della Romania. A differenza dei quattro anni precedenti, i rapporti con il nuovo premier furono concilianti, frutto della volontà di Boc di assecondare le iniziative del presidente. La coabitazione tra PDL e PSD, al contrario, si rivelò complessa.
In fase di giuramento dei membri del governo, Băsescu ribadì che il sistema economico del paese era solido, nonostante la crisi finanziaria globale. Con l'aggravarsi della situazione però il 9 marzo 2009 si presentò in parlamento affermando la necessità di contrarre un prestito sui mercati esterni in modo da fare fronte al peggioramento degli indicatori economici. Auspicò un accordo con il Fondo monetario internazionale e con l'Unione europea, poi realizzato dal governo, che ottenne dai creditori 20 miliardi di euro.
Il 15 settembre 2009 si rivolse alle camere per il discorso di fine mandato. Tra i successi elencò l'ingresso della Romania nell'Unione europea, l'introduzione della flat tax al 16%, la condanna al comunismo, il trasferimento degli archivi della Securitate al CNSAS, il varo di una legge elettorale basata sull'uninominale e maggiori strumenti per le procure. Lamentò tuttavia l'inesistenza di una riforma costituzionale, la mancanza di condanne definitive a politici importanti e la scarsa fiducia dei partner europei sul funzionamento della giustizia.

#### Secondo mandato

##### Rielezione del 2009
Traian Băsescu
     Mircea Geoană

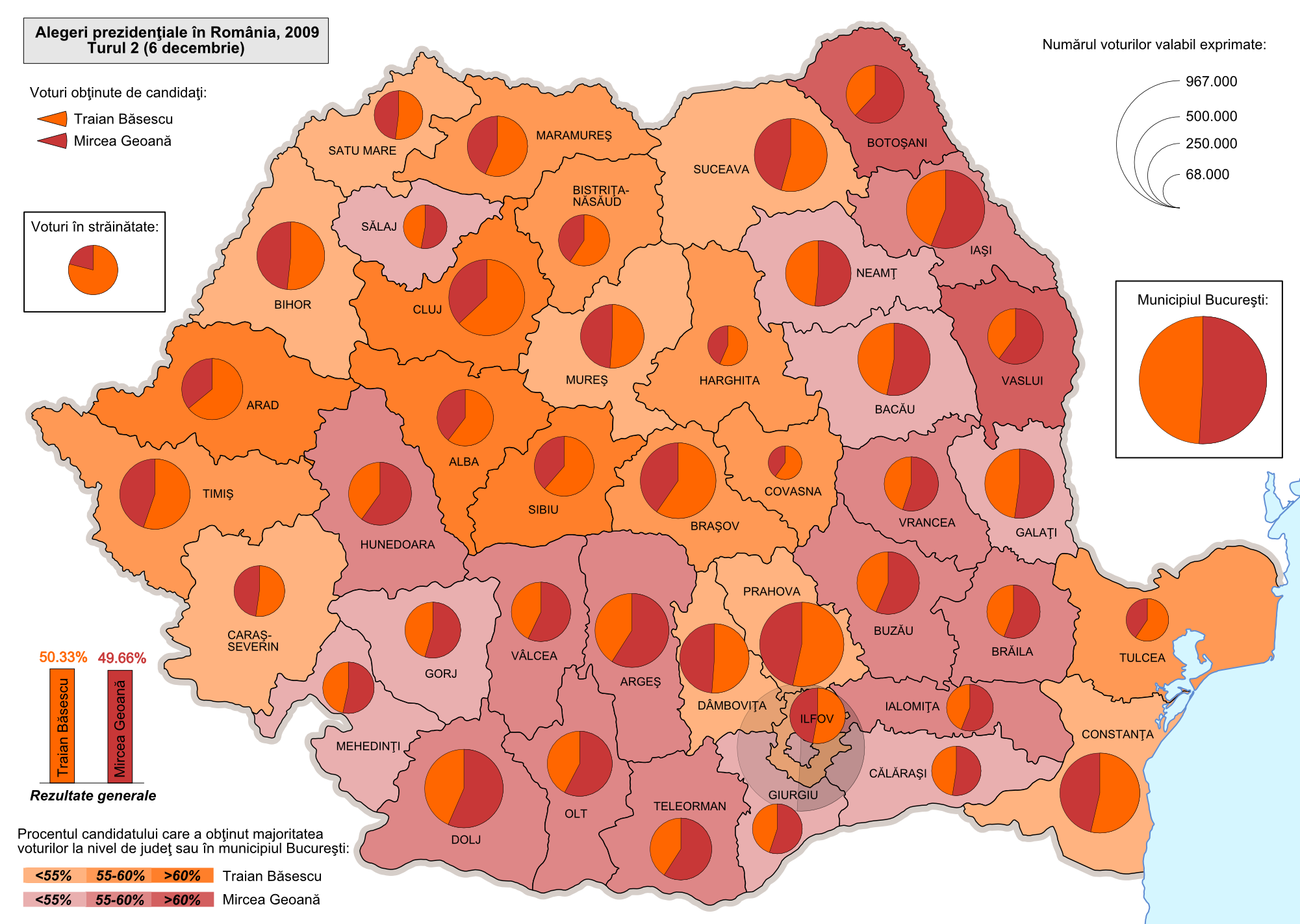
Carta raffigurante graficamente le percentuali di voto per ognuno dei candidati suddivise per distretto al ballottaggio delle elezioni presidenziali del 2009.
Traian Băsescu
Mircea Geoană

In procinto delle elezioni presidenziali del 2009 esplose una nuova crisi intorno alla sua figura. Alla fine di settembre il ministro degli interni in area PSD, Dan Nica, affermò di essere preoccupato per possibili brogli elettorali del PDL volti a favorire la rielezione di Băsescu. Il premier chiese le dimissioni del ministro, mentre il 1º ottobre per protesta il PSD si ritirò dal governo e passò all'opposizione.
Il 13 ottobre il governo Boc I fu costretto alle dimissioni da una mozione di sfiducia appoggiata da PSD, PNL, UDMR e partiti delle minoranze etniche, che sostenevano l'ipotesi di un nuovo esecutivo guidato da Klaus Iohannis (PNL). Nonostante le proteste dell'opposizione, il 15 ottobre Băsescu incaricò del ruolo di premier designato l'economista Lucian Croitoru, la cui nomina fu bocciata dal parlamento il successivo 4 novembre 2009. Il capo di Stato, quindi, il 6 novembre optò per Liviu Negoiță (PDL), la cui proposta non arrivò mai in discussione alle camere a causa delle imminenti elezioni presidenziali. Il presidente in carica biasimò i partiti d'opposizione di impedire una soluzione alla crisi politica in un momento economico delicato. La tornata elettorale, infatti, si celebrò nel contesto della grande recessione globale, mentre a livello istituzionale il paese era condotto da un governo ad interim.
La campagna di Băsescu si basò su un messaggio populista, antiparlamentare e di accusa della classe politica, considerata corrotta e inefficiente, di cui il leader del PSD Mircea Geoană era ritenuto uno dei più evidenti rappresentanti. Su tale argomento Băsescu fu anche promotore di un referendum, svoltosi nella stessa giornata del primo turno, per l'adozione di un sistema monocamerale e per la riduzione del numero dei parlamentari a trecento. PSD e PNL lo accusarono di voler trarre a proprio vantaggio la sfiducia dell'opinione pubblica verso la politica e l'istituzione parlamentare.
Băsescu pretendeva di rappresentare la voce del popolo contro partiti e oligarchi, al di sopra degli interessi e della corruzione nella politica. Fece spesso ricorso in termini negativi ai concetti di "322", in riferimento al numero di parlamentari che nel 2007 avevano approvato il suo impeachment, e di "moghul", cioè i ricchi e controversi proprietari di emittenti televisive che lo contestavano e che avevano influenza sulla vita politica ed economica del paese.
Al primo turno del 22 novembre Băsescu superò Geoană di un solo punto percentuale, mentre al ballottaggio del 6 dicembre il distacco fu persino minore (appena 70.000 voti), differenza talmente sottile da indurre i socialdemocratici a presentare un esposto alla Corte costituzionale per la ripetizione del voto a causa di presunte irregolarità. Nonostante la coalizione delle forze d'opposizione per l'elezione di Geoană e il supporto fornito dalla maggior parte dei media alla causa del presidente del PSD, Băsescu riuscì a conseguire un nuovo mandato presidenziale. Il voto della circoscrizione estero, inoltre, risultò decisivo per la rielezione del candidato del PDL. In parallelo si registrò anche il successo del «sì» al referendum.
Dopo la convalida del risultato delle elezioni, avvenuta il 14 dicembre, il capo di Stato incaricò nuovamente Emil Boc di costituire il governo. Grazie al sostegno dell'UDMR e di una serie di parlamentari indipendenti, il 23 dicembre il primo ministro ricevette il voto di fiducia per la nascita del governo Boc II.
Băsescu prestò giuramento il 21 dicembre. Nel suo discorso alle camere affermò che la priorità sarebbe stata l'ammodernamento della Romania.
Il 15 marzo 2010 organizzò consultazioni con i partiti parlamentari per la riforma della costituzione e l'applicazione dell'esito del referendum. Tra le proposte, oltre al passaggio ad un parlamento monocamerale composto da trecento membri, aggiunse l'introduzione dell'obbligatorietà del parere della Corte costituzionale per il referendum per la revoca del presidente, che fino a quel momento era solo consultivo. Suggerì una previsione sullo scioglimento delle camere nel caso di fallimento del referendum e l'introduzione in costituzione del rispetto del parametro del rapporto debito/PIL al 3%. La riforma della costituzione non fu realizzata.

##### Politica interna

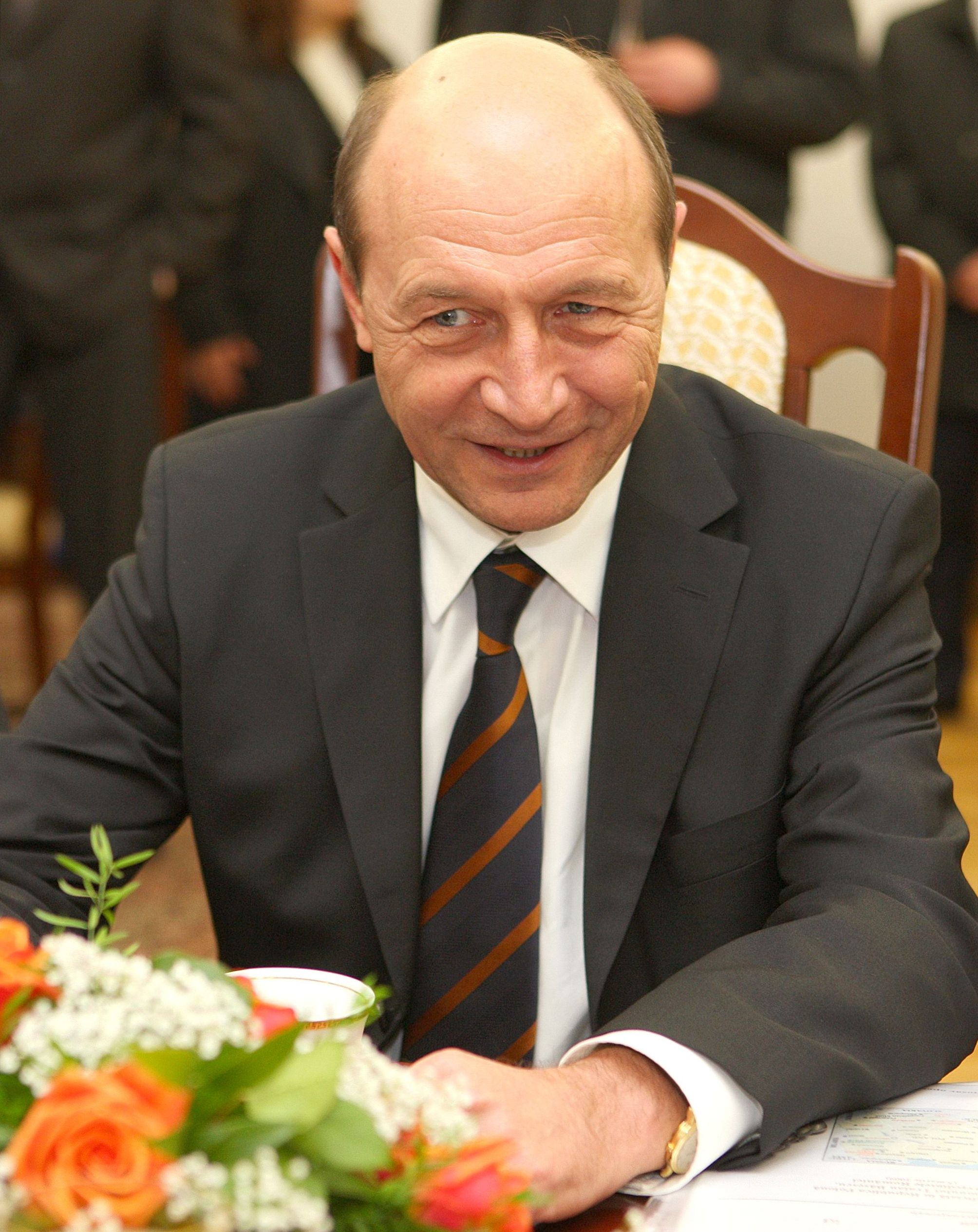
Traian Băsescu in visita al Senato della Polonia il 5 marzo 2009.

Nonostante le rassicurazioni iniziali, il secondo mandato di Băsescu fu caratterizzato dalla gestione della crisi economica globale e dall'attuazione di pesanti misure di austerità.
Il 6 maggio 2010 il presidente fece un annuncio alla popolazione sulle azioni del governo, sostituendosi al primo ministro che ne aveva le prerogative costituzionali. Comunicò la necessità di ricorrere a seri provvedimenti per la copertura del deficit di bilancio, tra i quali la riduzione del 25% degli stipendi in tutti i settori della pubblica amministrazione, il taglio delle pensioni e dei sussidi di disoccupazione del 15%, la diminuzione del salario minimo, un piano di licenziamenti per i dipendenti pubblici e la revisione dei programmi di assistenza sociale. La Corte costituzionale bocciò in seguito la riduzione delle pensioni, costringendo il governo a ripiegare sull'aumento dell'imposta sul valore aggiunto dal 19% al 24%. Il capo di Stato chiarì che avrebbe preferito ridurre le pensioni del 10% piuttosto che agire sull'IVA. Il varo di tali misure contribuì al calo di popolarità di Băsescu negli anni successivi. 

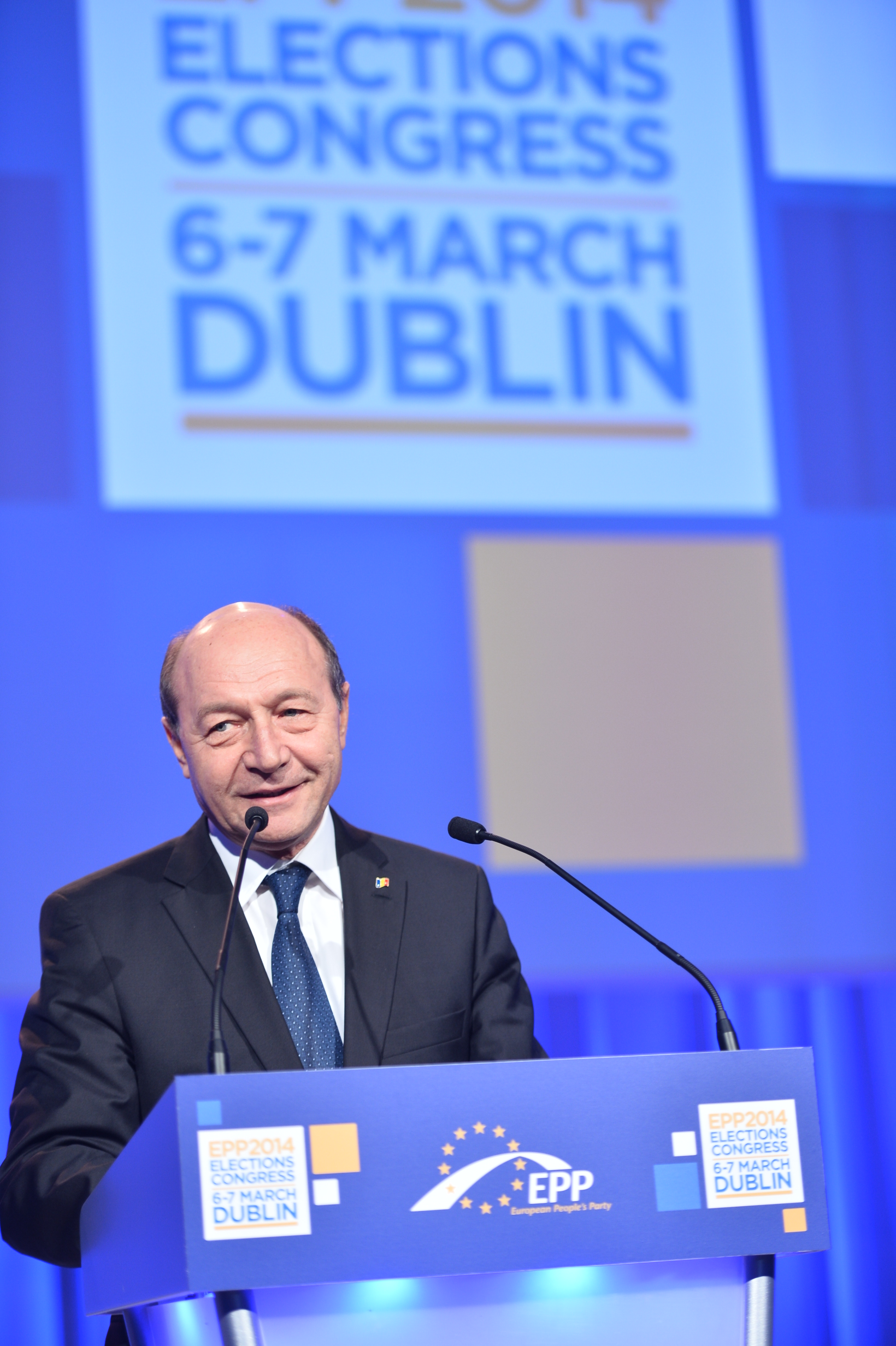
Traian Băsescu nel 2014.

Tra le altre risoluzioni per ottimizzare la spesa pubblica propose una riforma della sanità che avrebbe comportato la chiusura di duecento unità ospedaliere minori e la riduzione dei distretti della Romania da quarantuno a otto. Fortemente caldeggiata da Băsescu, nel 2011 a firma del ministro Daniel Funeriu vide la luce la nuova legge sull'istruzione, che recepiva i dettami del «Patto nazionale per l'educazione» del 2008. La sua approvazione però avvenne tramite fiducia parlamentare e non fu sottoposta a dibattito, inasprendo ulteriormente i rapporti con sindacati e partiti d'opposizione. Sempre nel 2011 si schierò a favore del progetto di estrazione mineraria dell'area di Roșia Montană, che fu al centro delle proteste dei movimenti ambientalisti degli anni successivi.
L'impatto sociale del piano di austerità ebbe il proprio apice nel 2012 quando Băsescu invitò a dimettersi il sottosegretario di Stato alla salute Raed Arafat, che aveva criticato pubblicamente la riforma della sanità. Le seguenti proteste popolari contro la destituzione di Arafat funsero da catalizzatore per altre frustrazioni sociali. Le manifestazioni, anche con episodi di violenza, si estesero a tutto il paese con rivendicazioni di varia natura. Il ritiro del progetto di riforma della sanità e il reintegro di Arafat non placarono le contestazioni, mentre i partiti d'opposizione cavalcarono il malcontento e si unirono in una coalizione chiamata Unione Social-Liberale (USL). Il 6 febbraio 2012 le proteste portarono alle dimissioni del governo Boc II. Il gabinetto del successivo primo ministro sostenuto da Băsescu, Mihai Răzvan Ungureanu, entrò in carica il 9 febbraio 2012.
Il 7 marzo 2012 Băsescu si rivolse al parlamento chiedendo di trovare soluzioni per ripristinare il livello degli stipendi dei dipendenti pubblici ai livelli del 2010. I rappresentanti dell'USL non parteciparono alla seduta, mentre il successivo 27 aprile il governo Ungureanu fu battuto da una mozione di sfiducia, rimanendo in carica complessivamente per meno di tre mesi.
A causa del nuovo contesto politico Băsescu si vide costretto a conferire l'incarico di primo ministro al leader dell'opposizione Victor Ponta, presidente del PSD. Il conflitto tra Ponta e Băsescu rappresentò una nuova costante della legislatura e portò a numerosi ricorsi alla Corte costituzionale. L'USL fece fronte comune contro il presidente della Romania che, dal canto suo, ebbe parte attiva nel sostenere gli attacchi contro i leader dell'USL e ad appoggiare le accuse di plagio della tesi dottorale lanciate all'indirizzo di Victor Ponta. Il premier entrò ulteriormente in polemica con Băsescu in relazione alla partecipazione al Consiglio europeo del 28 e 29 giugno 2012. Mentre uno sosteneva che rappresentare la Romania a tale evento fosse una competenza del primo ministro, l'altro la riteneva una prerogativa presidenziale.

##### Referendum del 2012

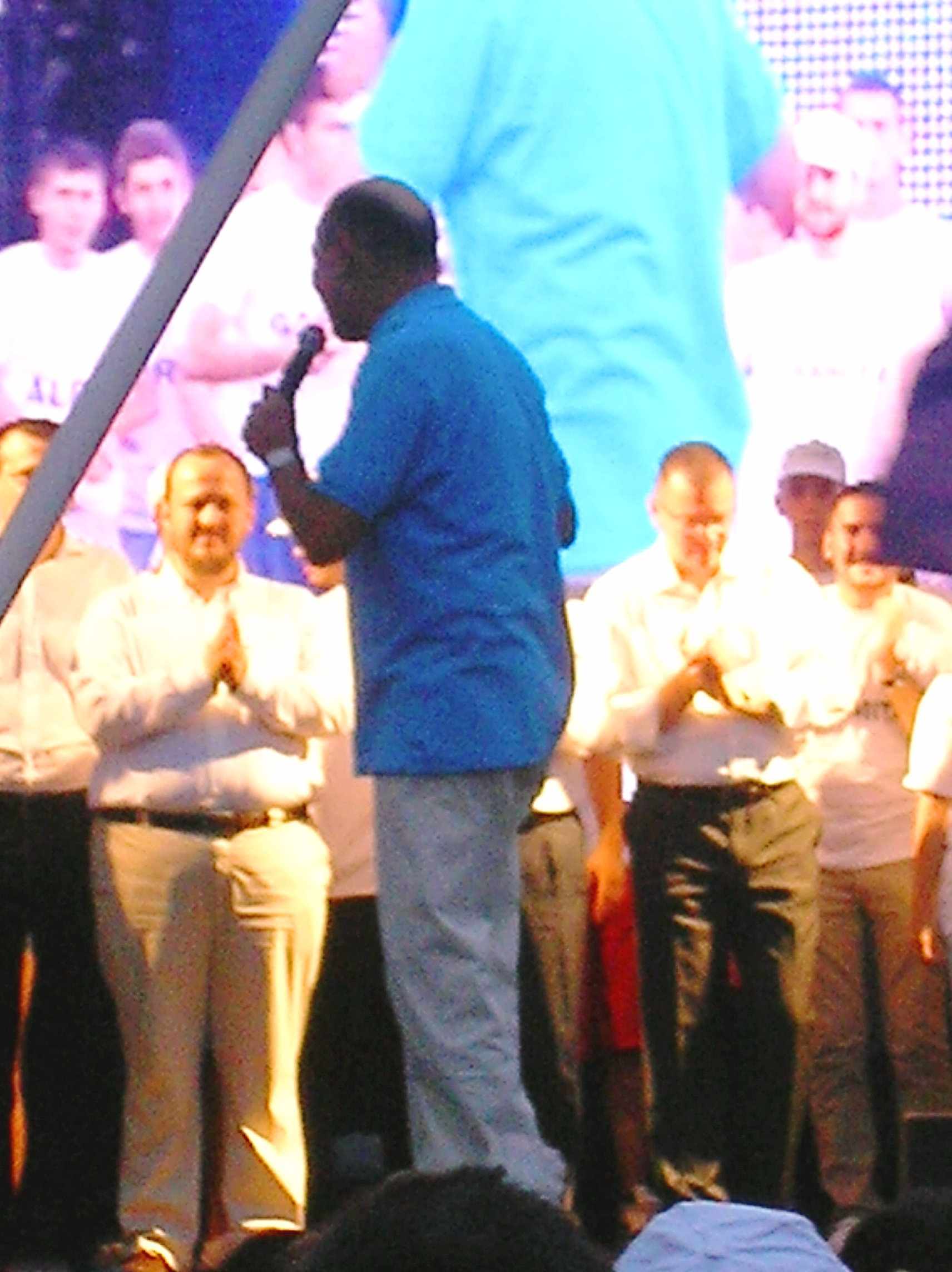
Traian Băsescu durante una manifestazione a Bucarest nel luglio 2012.

Nel luglio 2012 l'USL provò nuovamente le procedure di impeachment contro Băsescu, considerato colpevole di aver ripetutamente violato le norme costituzionali. La maggioranza lo rimproverò di essere il diretto responsabile della maggior parte delle decisioni che avevano portato alla perdita di credibilità delle istituzioni negli ultimi anni, di aver aggravato la crisi economica e aver bloccato il funzionamento dello stato di diritto e della democrazia in Romania.
Il 6 luglio la Corte costituzionale emise il proprio parere consultivo sull'impeachment, fornendo un'opinione ambigua ed esprimendosi separatamente su ogni singolo capo d'accusa. Nella stessa sera le camere deliberarono la sospensione temporanea del presidente (256 favorevoli e 114 contrari), mentre al suo posto fu indicato ad interim Crin Antonescu. Al fianco dell'USL, votarono a favore anche UNPR e UDMR, che erano stati alleati del PDL durante il precedente governo.
Vista l'accelerazione degli eventi, preoccupazioni sullo stato della democrazia e del sistema giudiziario nel paese furono ufficialmente espresse dall'allora presidente della Commissione europea José Barroso, dalla cancelliera tedesca Angela Merkel e dal presidente del Consiglio europeo Herman Van Rompuy. A tal riguardo, il 12 luglio Ponta fu invitato a Bruxelles dall'Unione europea, che trasmise al premier le proprie raccomandazioni in merito alla crisi costituzionale in atto in Romania.
In vista del referendum il PDL fece un'ampia campagna per l'astensione al fine di non raggiungere il quorum del 50%+1 degli aventi diritto di voto. Băsescu dichiarò che sarebbe andato a votare.
Il 29 luglio l'87,5% degli elettori si espresse in favore della destituzione di Băsescu, mentre l'11,1% optò per il suo rientro in funzione. L'affluenza, tuttavia, si fermò al 46%. A causa delle rimostranze dell'USL, che si appellò a diverse interpretazioni giuridiche per consentire la validazione del quorum, la Corte costituzionale ratificò i risultati del referendum solo il 21 agosto. I giudici con sei voti a tre confermarono il mancato raggiungimento del quorum e considerarono nullo il referendum, sancendo il ritorno in funzione di Băsescu.
Il 28 agosto, dopo la lettura in parlamento della decisione della Corte costituzionale, il presidente della Romania rientrò ufficialmente in carica.
Il risultato del referendum evidenziò il calo di popolarità di Băsescu che, pur mantenendo la posizione di capo di Stato, perse l'appoggio elettorale che aveva ottenuto nell'analogo scrutinio del 2007. In seno al PDL, inoltre, nacquero nuove correnti che si pronunciavano per la separazione del percorso politico di presidente della Romania e partito.
Le elezioni parlamentari del 9 dicembre 2012 confermarono l'affermazione dell'USL e il capo di Stato incaricò nuovamente Ponta di formare il governo. Dopo le elezioni presidente e primo ministro sottoscrissero un accordo privato di collaborazione istituzionale. Lo scopo del documento era quello di dare garanzie ai partner occidentali sulla stabilità della situazione politica rumena, promettendo di evitare nuovi scontri a livello istituzionale. Nonostante l'accordo anche negli ultimi due anni di mandato Băsescu contestò in più occasioni il governo e nel 2014 rifiutò la nomina di due ministri.
In occasione delle elezioni presidenziali del 2014 sostenne Elena Udrea e criticò duramente gli altri candidati Klaus Iohannis e Victor Ponta, arrivando ad accusare il primo ministro di essere stato un ufficiale sotto copertura del SIE.

#### Politica estera

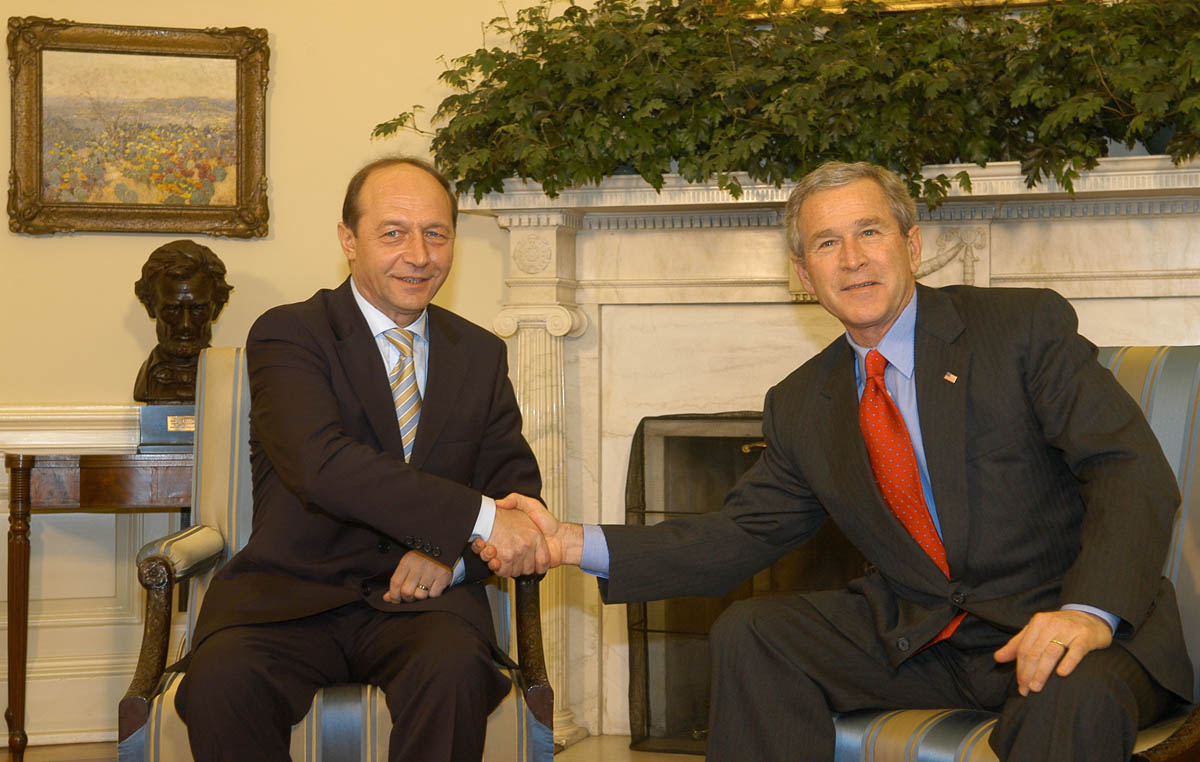
Traian Băsescu e George W. Bush nel 2005.

Realizzò la prima visita di Stato subito dopo le elezioni del 2004, ma prima di prestare giuramento come presidente. Il 16 e 17 dicembre 2004 accompagnò il presidente in carica Ion Iliescu e il primo ministro Adrian Năstase al vertice dei capi di Stato e di governo che a Bruxelles decretò la conclusione dei negoziati per l'ammissione della Romania all'Unione europea. Il successivo 25 aprile 2005 partecipò a Lussemburgo alla cerimonia per la ratifica del trattato di adesione. La Romania entrò a far parte dell'unione il 1º gennaio 2007. Nella notte di Capodanno tra il 2006 e il 2007 Băsescu festeggiò l'evento a Bucarest con un incontro a Piazza Università mentre, a causa degli insanabili conflitti istituzionali tra i due, il primo ministro Tăriceanu organizzò un altro raduno a Piața Victoriei. I loro ospiti, tra i quali il presidente della Commissione europea Josep Borrell, furono obbligati a dividersi fra le due cerimonie.
Nel 2011 Băsescu prese posizione contro i Paesi Bassi, che in sede di consiglio dell'Unione europea si opposero all'ammissione del paese nell'area Schengen. Si registrarono le opinioni contrarie anche di Francia, Germania e Finlandia, che espressero dubbi sulle azioni del paese in tema di giustizia e corruzione. Nel corso del suo mandato rimase in vigore anche il Meccanismo di cooperazione e verifica, strumento di salvaguardia imposto dalla Commissione europea nel 2007.

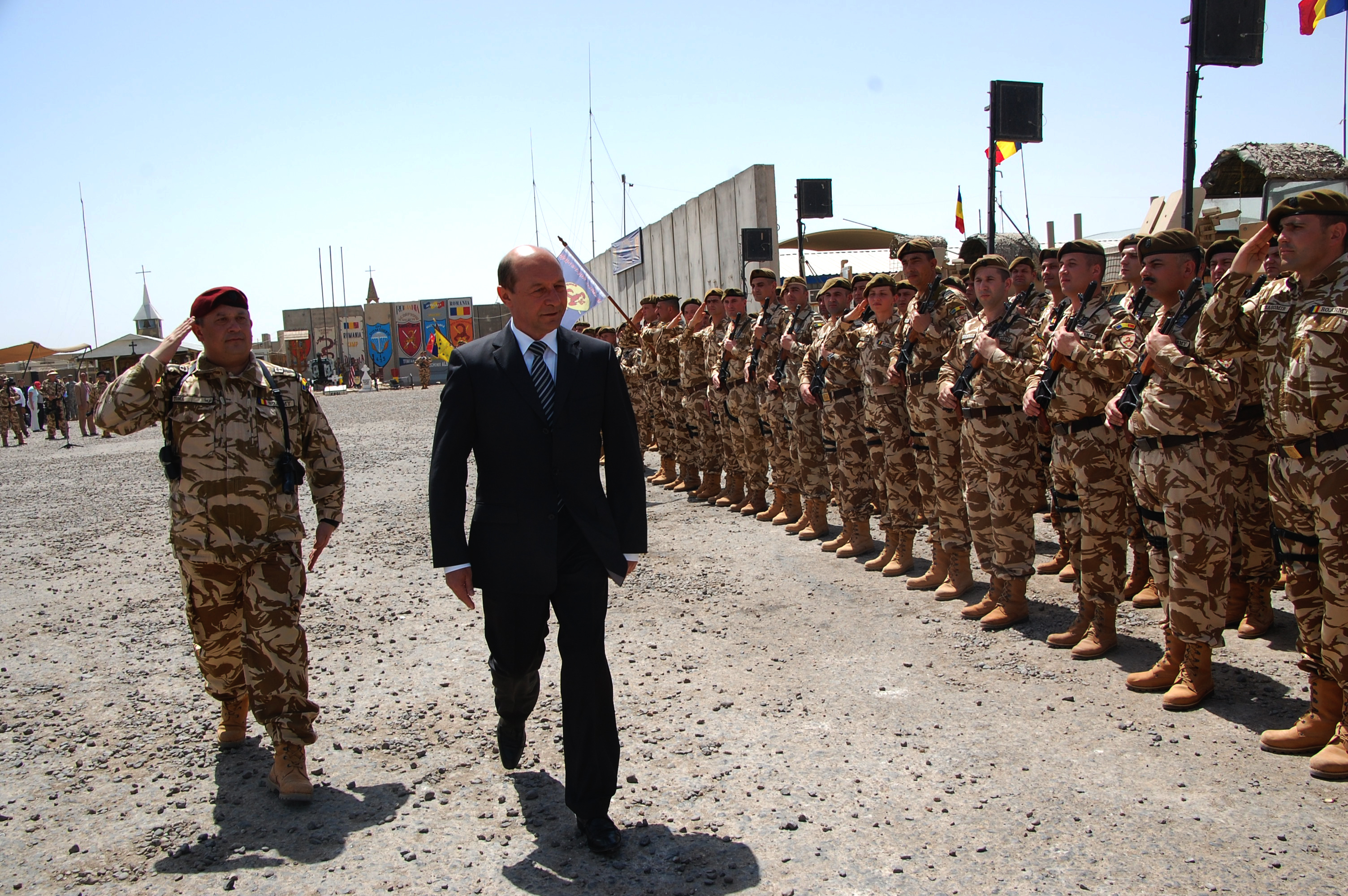
Traian Băsescu in visita al 26º Battaglione dell'Esercito romeno in Iraq nel 2009.

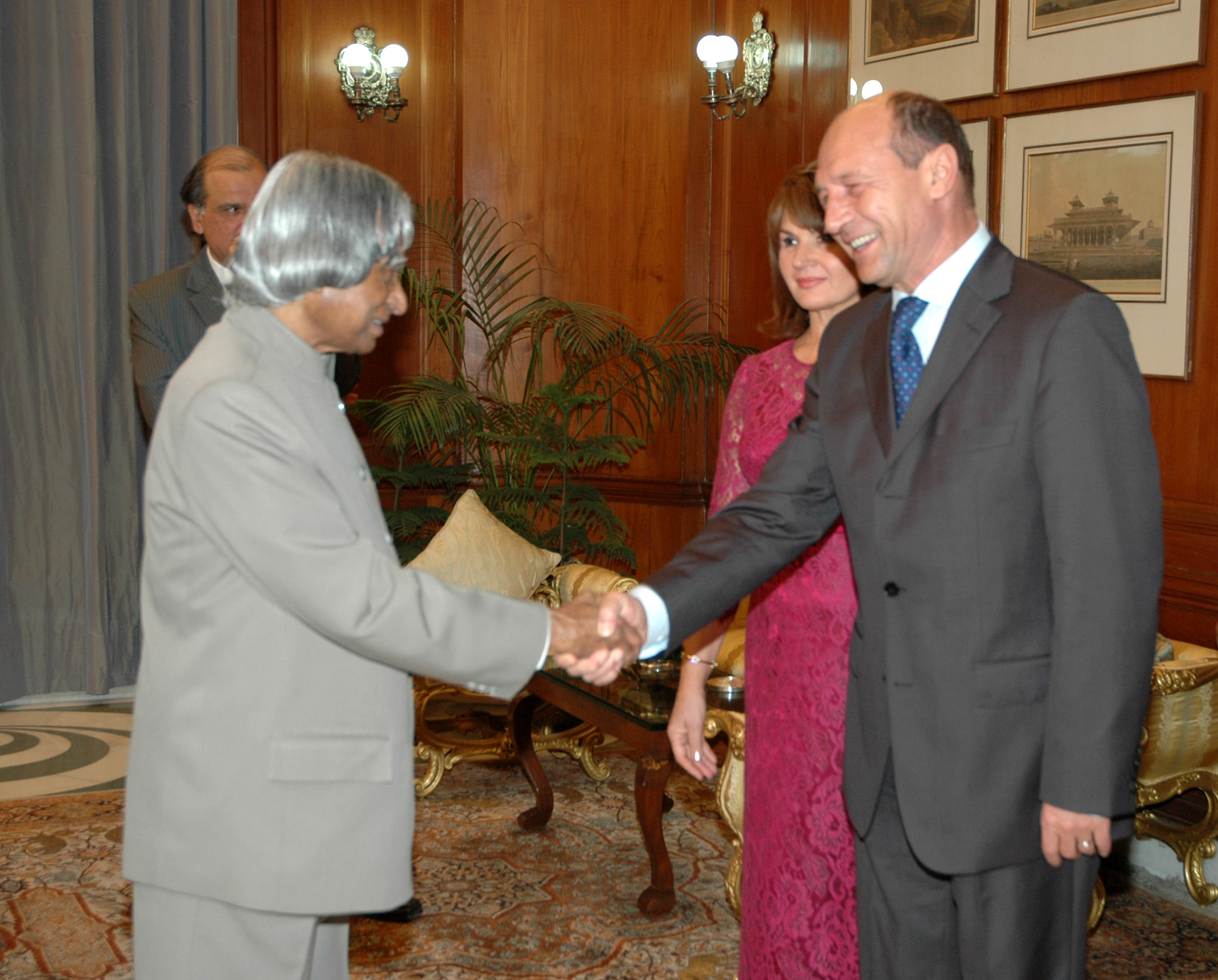
Traian Băsescu con il presidente dell'India Abdul Kalam nel 2006.

Nel 2004 subito dopo l'elezione a presidente lanciò il progetto di un asse diplomatico Bucarest-Londra-Washington, sottolineando la propria vocazione atlantista. Nel corso della sua presidenza la Romania ospitò un vertice NATO che ebbe luogo a Bucarest tra il 2 e il 4 aprile 2008. In tale contesto incontrò il presidente degli Stati Uniti George W. Bush, che ringraziò la Romania per il contributo alle missioni in Iraq e Afghanistan.
Nel dicembre 2005 sostenne la stipula dell'accordo per la creazione di diverse basi militari statunitensi nel territorio rumeno. In tale occasione, alla presenza del segretario di Stato degli Stati Uniti d'America, Condoleezza Rice, affermò che non esistevano carceri segrete della CIA in Romania.
Appoggiò le operazioni in Iraq e Afghanistan, facendo più volte visita alle truppe rumene di stanza in questi paesi. L'ultima occasione fu il 4 giugno 2009, quando prese parte alla cerimonia di chiusura della missione dell'esercito rumeno. Poiché l'evento ebbe luogo tre giorni prima delle elezioni europee del 2009, fu accusato dal capo del PSD Mircea Geoană di sfruttare l'occasione per garantire un vantaggio elettorale al PDL.
Il 4 febbraio 2010 annunciò di aver accettato la proposta del presidente degli Stati Uniti Barack Obama di realizzare una parte degli elementi dello scudo antimissilistico NATO in Romania. La costruzione iniziò nella località di Deveselu nell'ottobre 2013 e il sistema divenne operativo nel maggio 2016.
Nel 2011 firmò insieme a Obama una dichiarazione comune per il partenariato strategico tra le due nazioni. Gli USA però non abolirono il sistema dei visti per i cittadini rumeni che entravano nel paese.

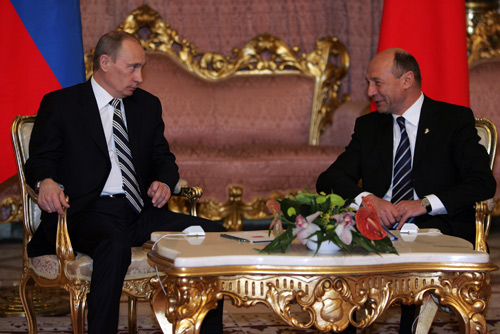
Vladimir Putin e Traian Băsescu nel 2008.

Malgrado l'alleanza, non riuscì ad attrarre l'interesse delle potenze occidentali per il rafforzamento delle politiche diplomatiche nel Mar Nero e nel Caucaso, che pur rappresentavano aree al centro della sua politica estera. In politica regionale Băsescu si espresse a favore dell'ammissione di Ucraina e Georgia nel patto atlantico e per l'avvicinamento della Moldavia al blocco occidentale, pur incappando nell'opposizione della Russia. Băsescu incontrò il presidente russo Vladimir Putin a Mosca nel 2005, discutendo di progetti economici. Il colloquio successivo avvenne nel 2008 a Bucarest in occasione del vertice NATO. Nel corso del mandato rilasciò anche diverse dichiarazioni critiche nei confronti della politica estera dell'altro paese. Affermò, ad esempio, che la Russia trattava il Mar Nero come se fosse un lago russo. Il suo appoggio incondizionato alla NATO deteriorò i rapporti con il Cremlino, specialmente dopo la costruzione del sistema antimissilistico di Deveselu. Nel 2014 in seguito all'annessione della Crimea alla Russia Băsescu si allineò ai paesi che avevano imposto sanzioni, sostenendo che il regime di Vladimir Putin appoggiava i "terroristi" che occupavano le regioni di Donec'k e Luhans'k.

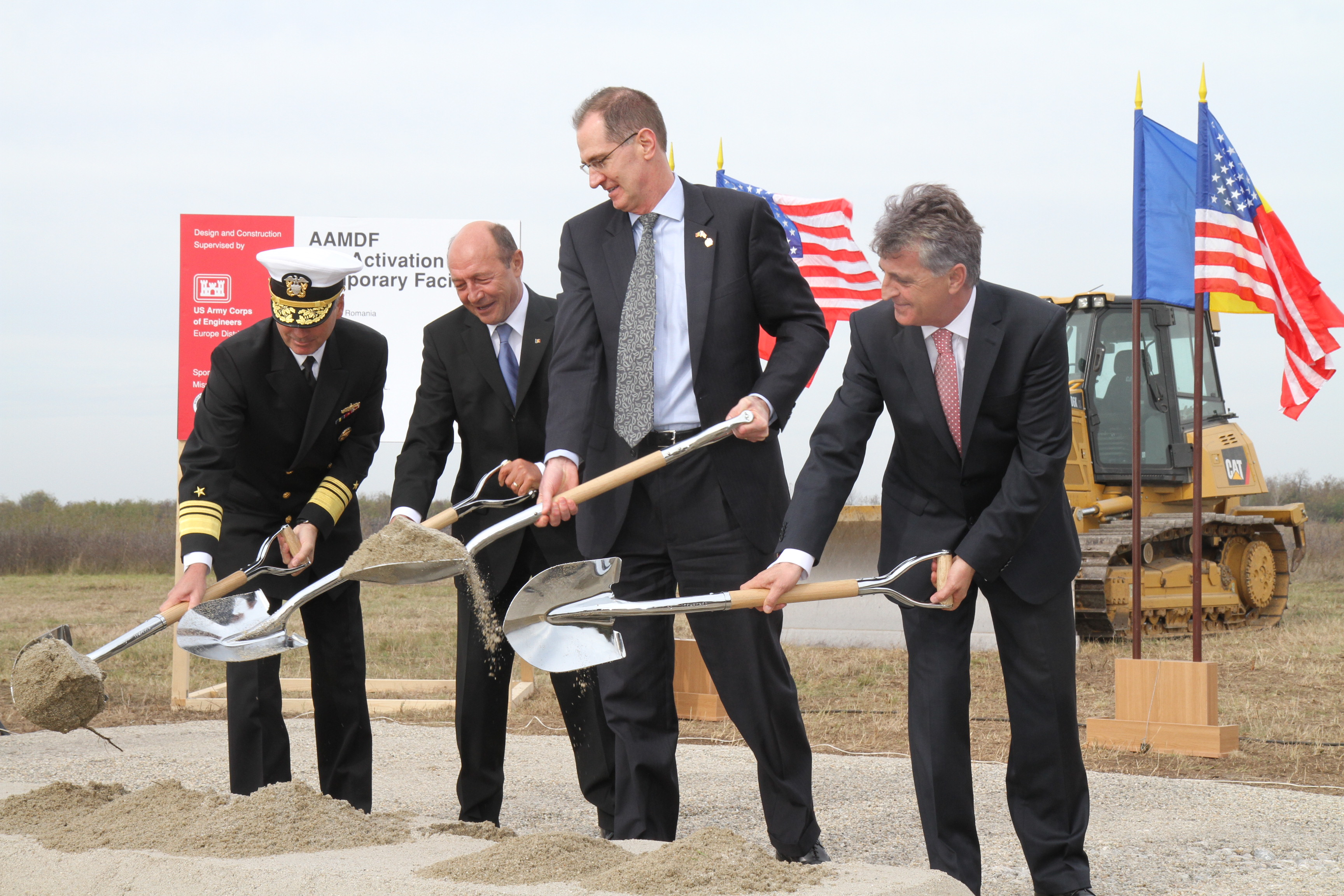
Traian Băsescu alla posa della prima pietra della base di Deveselu insieme all'ammiraglio James Syring, al sottosegretario alla difesa degli Stati Uniti James Miller e al ministro rumeno della difesa Mircea Dușa il 28 ottobre 2013.

Si dedicò intensamente ai rapporti con la Moldavia. Il 21 gennaio 2005 fu il primo presidente rumeno a recarsi a Chișinau in sei anni a causa del peggioramento delle relazioni tra i due paesi. Nell'occasione firmò insieme al presidente Vladimir Voronin una dichiarazione per il sostegno all'integrazione della Moldavia nell'Unione europea. A partire dal 2006 appoggiò il governo nella legge che consentiva ai discendenti dei moldavi che nel 1940 avevano perso la cittadinanza rumena in seguito all'occupazione sovietica della Bessarabia, di riacquisirla tramite una procedura semplificata. Le nuove regolamentazioni favorirono un boom di richieste di cittadinanza, che fu biasimato dalle autorità moldave.
In seguito alla rielezione del 2009 realizzò la prima visita di Stato a Chișinău (27-28 gennaio 2010). In apertura di secondo mandato affermò che era necessario sostenere le ambizioni europee della Moldavia, convincere la Serbia ad entrare nella sfera di influenza della NATO e intrattenere rapporti pragmatici con la Russia. Il 27 novembre 2013 dichiarò che, nel caso della nascita di un movimento unionista in Moldavia, la Romania sarebbe stata pronta per la riunificazione tra i due paesi. Per via delle rimostranze della controparte moldava, precisò che si trattava di un progetto a lungo termine, ma che la Romania avrebbe sostenuto il percorso di integrazione europea dello stato vicino.
Nel novembre 2016 gli fu riconosciuta dal presidente Nicolae Timofti la cittadinanza moldava, che gli fu ritirata nel gennaio 2017 dal nuovo capo di Stato Igor Dodon. Il suo ricorso fu respinto nel 2018. Il 25 giugno 2017 divenne presidente onorario del Partito dell'Unità Nazionale (PUN), gruppo unionista attivo in Moldavia.
Il 18 febbraio 2008 condivise con il governo la posizione di non riconoscimento del Kosovo, che aveva dichiarato unilaterlamente l'indipendenza dalla Serbia.

#### Stile presidenziale

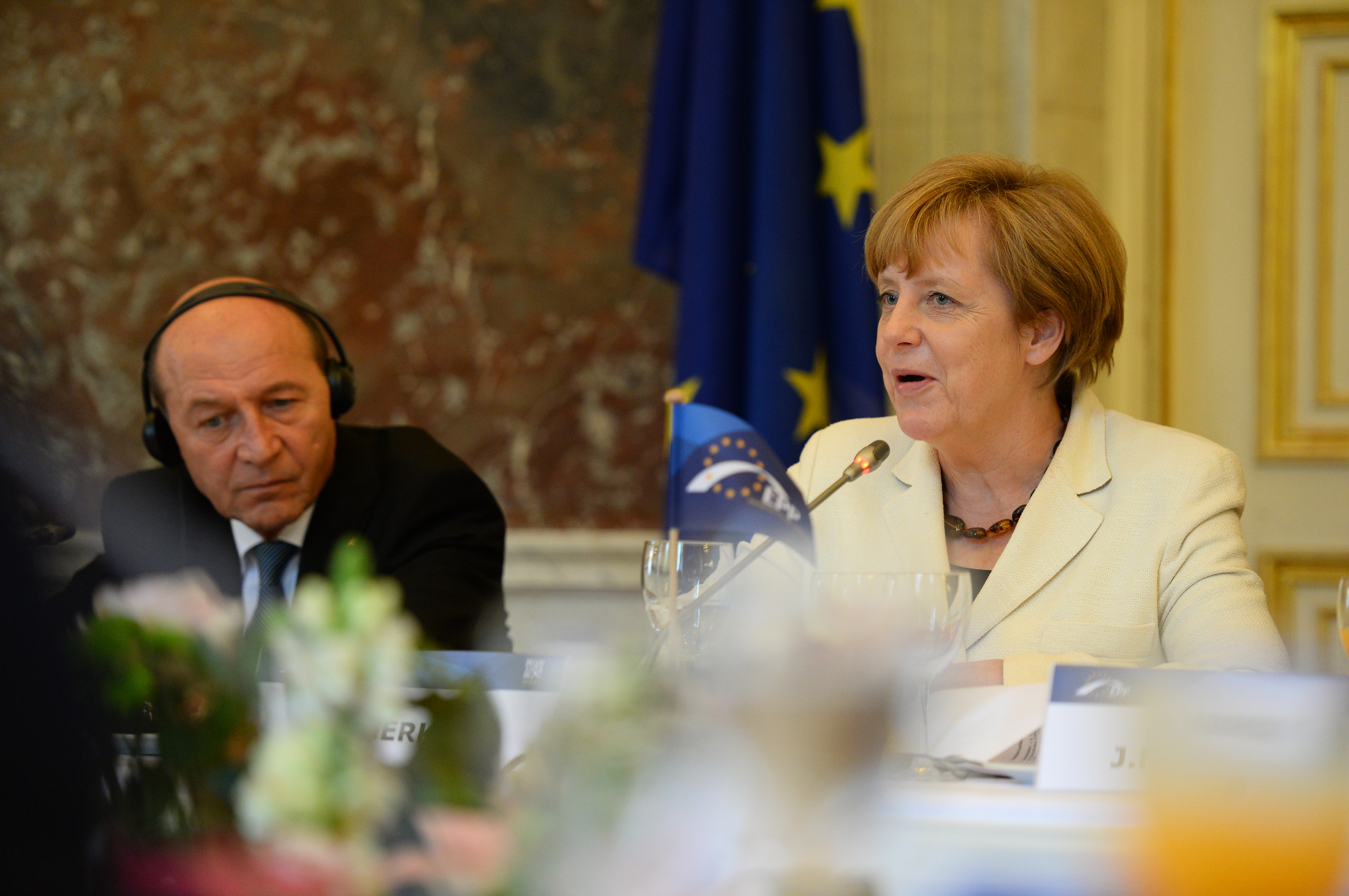
Traian Băsescu e Angela Merkel al Congresso del Partito Popolare Europeo il 27 maggio 2014.

Il 6 ottobre 2004, nel suo primo discorso in veste ufficiale di candidato, affermò che avrebbe rivoluzionato l'istituzione presidenziale, profilandosi come un "presidente-giocatore", con la finalità di cambiare il classico paradigma di presidente della Romania, che la costituzione considerava un "mediatore". Con tale definizione Băsescu si diceva pronto ad intervenire attivamente e direttamente sulle questioni politiche ed istituzionali, utilizzando al massimo le prerogative costituzionali e lavorando al fianco del governo. Fece ampio ricorso, infatti, a diversi strumenti previsti dal testo costituzionale ma poco utilizzati dai suoi predecessori, quali la sospensione dei ministri, il rifiuto di nomina dei membri del governo, la convocazione dei referendum, l'opposizione alla promulgazione di leggi e i ricorsi alla Corte costituzionale.
Nonostante il divieto posto dalla costituzione sull'appartenenza a un partito, considerò legittimo il diritto di esprimere pubblicamente le proprie opinioni politiche. Partecipò infatti a congressi di partito e sostenne determinati candidati alle elezioni. Durante il governo Boc si comportò spesso come un vicario del primo ministro e per questo favorì l'emergere di personalità malleabili in seno all'esecutivo.
A livello di immagine si presentò come un uomo genuino proveniente dalle classi popolari. Era solito ricorrere a un linguaggio diretto, disinvolto e ordinario, ricolmo di espressioni colloquiali, spiritose o grossolane. Ebbe cura di presentarsi come un personaggio non conformista. Nel 2006, ad esempio, festeggiò tutta la notte la qualificazione della Steaua Bucarest alle semifinali di Coppa UEFA insieme al proprietario della squadra Gigi Becali, mettendosi poi personalmente alla guida.
La presidenza Băsescu fu definita da alcuni storici come populista e pragmatica. Il suo discorso fu vicino ad accenti populisti, con un continuo richiamo all'idea di "popolo" per delegittimare gli avversari e la classe politica parlamentare, ritenuta a priori corrotta ed antiriformista. Tale atteggiamento fu sempre giustificato dalla presunta necessità di difendere l'interesse generale contro la corruzione, i politici e i particolarismi economici. Si oppose ai magnati dei media che avevano connessioni politiche e coniò l'espressione dispregiativa di "moghul", scagliandosi contro Sorin Ovidiu Vântu, Dinu Patriciu e Dan Voiculescu. Si trattò, tuttavia, di un populismo scevro da appelli nazionalisti, in quanto la sua retorica era essenzialmente europeista e anticomunista. La sua concezione di riformismo faceva riferimento ad una specifica configurazione politica (la transizione a una repubblica presidenziale, con un parlamento monocamerale eletto tramite un suffragio maggioritario uninominale) ed economica (neoliberale). Le posizioni degli avversari politici erano bollate come antiriformiste e perciò invalidate.
Nel corso del decennio alla presidenza della Romania si diffuse il termine "băsist", che faceva riferimento ai suoi adepti e sostenitori. Tra le classi sociali che lo appoggiarono vi furono l'intellighenzia anticomunista di destra e i giovani del ceto medio. A causa delle fratture causate nella società, alcuni autori criticarono l'elitismo della cerchia di intellettuali che lo sosteneva.

#### Nomine presidenziali
Primi ministri
- Călin Popescu Tăriceanu, 22 dicembre 2004[171]
- Theodor Stolojan (designato e poi revocato), 10 dicembre 2008[172][173]
- Emil Boc, 15 dicembre 2008[174]
- Lucian Croitoru (designato e poi revocato), 15 ottobre 2009[175]
- Robert Negoiță (designato e poi revocato), 6 novembre 2009[176][177]
- Emil Boc, 17 dicembre 2009[178]
- Cătălin Predoiu (ad interim), 6 febbraio 2012[179]
- Mihai Răzvan Ungureanu, 6 febbraio 2012[180]
- Victor Ponta, 27 aprile 2012[181] e 17 dicembre 2012[182]

Giudici della Corte costituzionale
- Augustin Zegrean, 18 aprile 2007[183]
- Petre Lăzăroiu, 16 settembre 2008[184]
- Daniel Morar, 25 marzo 2013[185]

### Nel Partito del Movimento Popolare

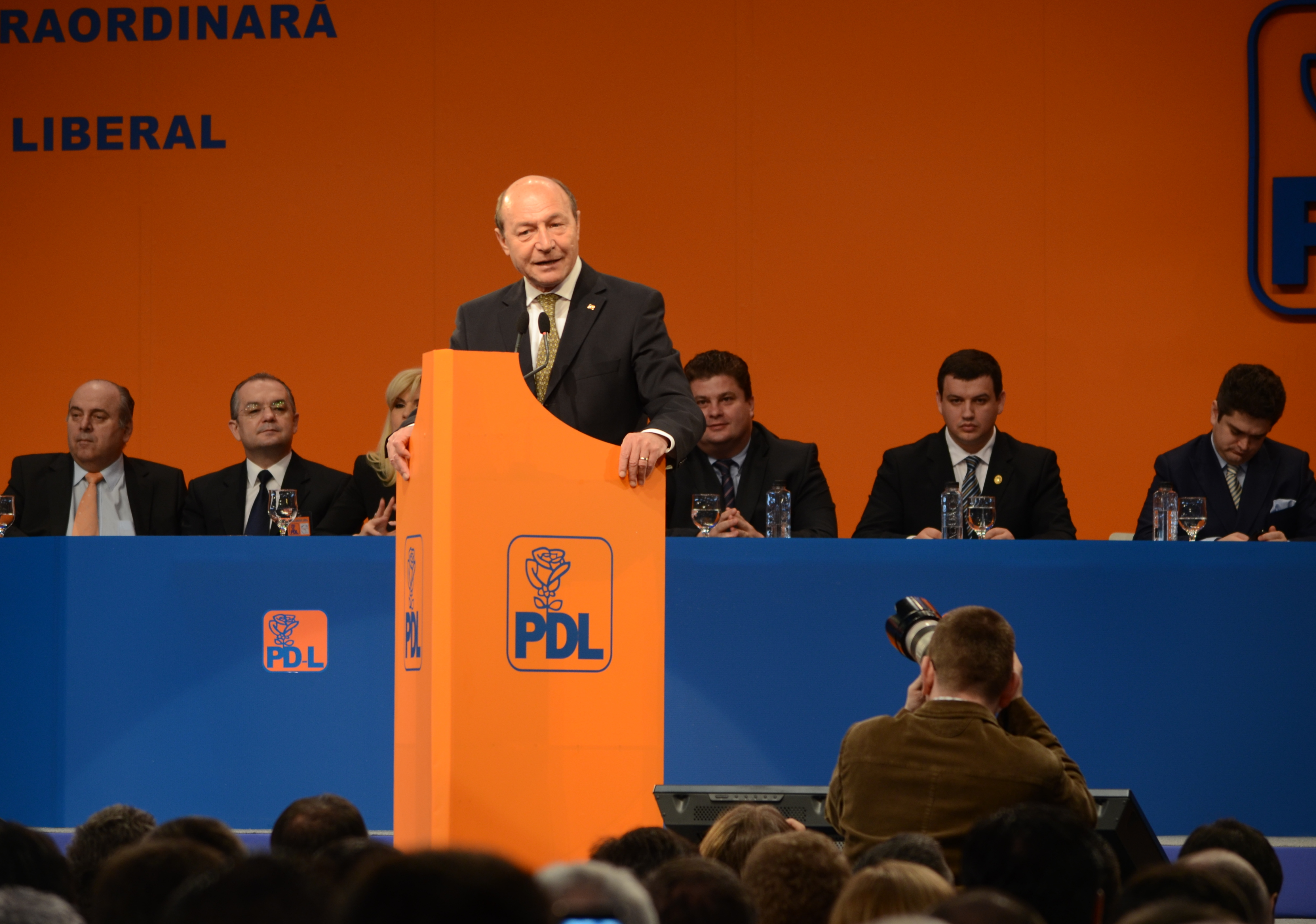
Băsescu alla convenzione nazionale del Partito Democratico Liberale del 2013.

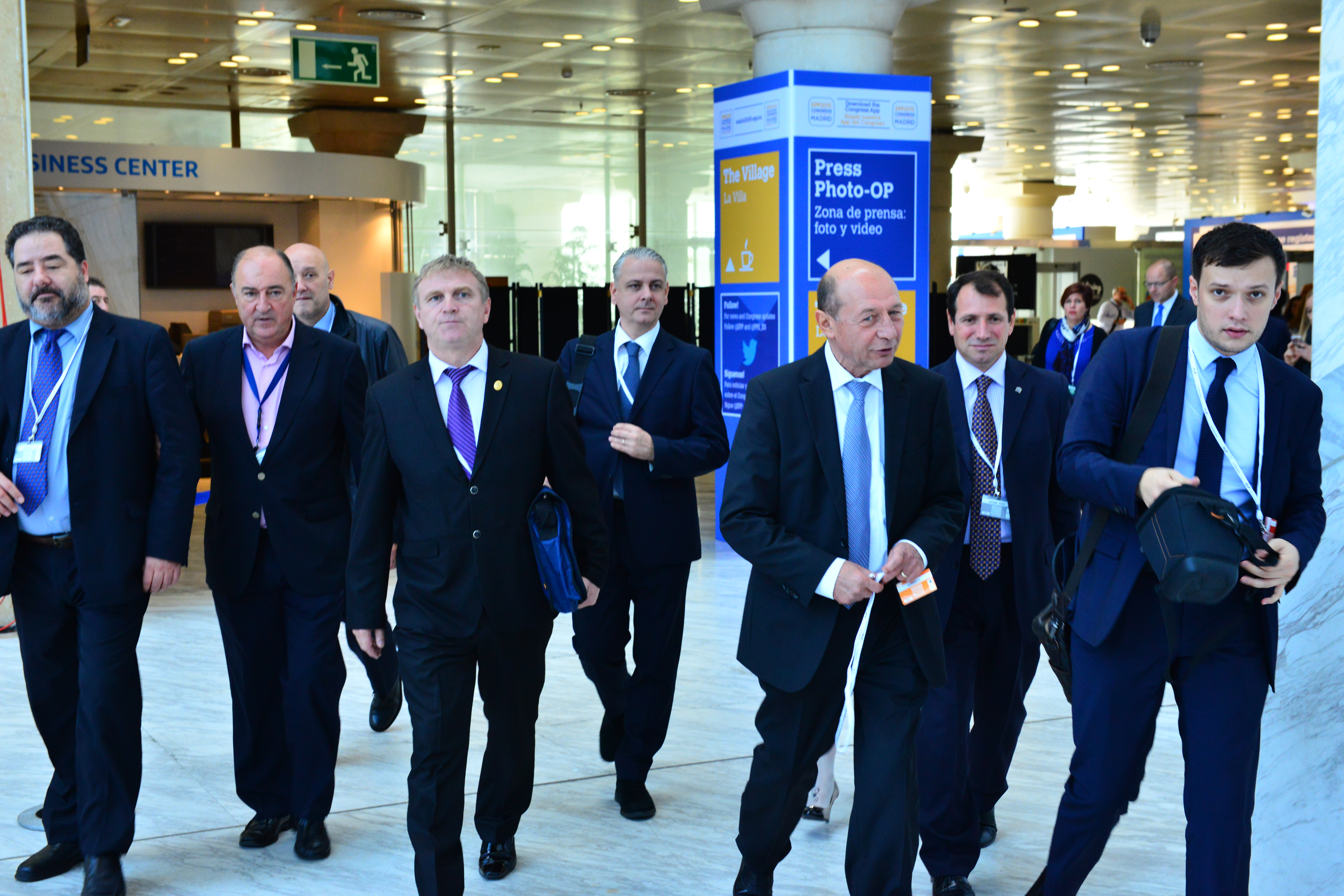
Băsescu al congresso del Partito Popolare Europeo nel 2015.

Alla fine del secondo mandato presidenziale intervenne sulla questione delle elezioni interne del PDL. Il 23 marzo 2013, nel corso della convenzione nazionale straordinaria del partito, si consumò lo scontro tra la corrente fedele a Băsescu, rappresentata dal deputato Elena Udrea, e quella che desiderava una minore ingerenza da parte del capo di Stato, di cui il presidente Vasile Blaga costituiva il principale contendente. La convenzione elesse Blaga quale nuovo presidente del partito. Il risultato però fu aspramente criticato da Elena Udrea, che chiese e ottenne il riconteggio dei voti e, alla fine, dichiarò di non riconoscerne la validità, denunciando l'esistenza di brogli volti a evitare la sua elezione. Nella stessa serata Băsescu rese noto il suo addio, affermando di non essere più disposto a sostenere il PDL, motivo per il quale si sarebbe occupato della costruzione di un nuovo progetto politico di destra. A tal proposito due giorni dopo il congresso, il consigliere presidenziale Cristian Diaconescu fondò il Partito del Movimento Popolare (PMP), cui Băsescu si iscrisse ufficialmente nell'ottobre 2015. Al congresso del successivo 24 ottobre 2015 fu eletto alla presidenza del PMP con il programma «La mia Romania» («România mea»).
Nel 2016 prese in considerazione la candidatura a sindaco di Bucarest alle elezioni locali ma, dopo l'apertura di un'inchiesta della procura nei suoi confronti nel mese di aprile, scelse di lasciare il teste a Robert Turcescu. Fu poi eletto senatore alle elezioni parlamentari del 2016. Nel corso della legislatura fu presidente della commissione per lo sviluppo e la strategia economica (da dicembre 2016 a settembre 2018) e membro di quella per le comunicazioni (da settembre 2018 a giugno 2019).
Al congresso del 16 giugno 2018 rinunciò alla presidenza del PMP, che passò a Eugen Tomac. In tale occasione Băsescu fu eletto presidente onorario del partito.
Nel marzo 2019 fu indicato come capolista del PMP alle elezioni europee del mese di maggio. Nel corso della campagna elettorale dichiarò che gli obiettivi del partito erano il rafforzamento dell'unità europea e l'avvio del processo di unificazione tra la Romania e la Moldavia. Il 4 maggio Băsescu annunciò che avrebbe proposto all'Unione europea la creazione di un regolamento sullo status dei migranti che avrebbe consentito espulsioni di massa. Questi arrivò ad affermare che il PMP non sarebbe stato d'accordo «con la trasformazione dell'Unione europea in una grande moschea». Nel corso di un'intervista del 21 maggio ribadì la necessità di un regolamento per i migranti, dichiarando che l'eccesso del politicamente corretto aveva portato alla soppressione di manifestazioni della cristianità al solo fine di non offendere le comunità musulmane. In tal senso, secondo il rappresentante del PMP, la laicizzazione delle istituzioni era diventata una debolezza per l'Europa e per le sue origini cristiane.
Fu uno dei due europarlamentari del PMP eletti ed entrò nel Gruppo del Partito Popolare Europeo. Nel corso della IX legislatura del Parlamento europeo fu membro della commissione affari esteri, della sottocommissione per la sicurezza e la difesa e della commissione per l'ambiente, la sanità pubblica e la sicurezza alimentare. Partecipò inoltre alle delegazioni per le relazioni con gli Stati Uniti e all'assemblea parlamentare Euronest. Fu inoltre vicepresidente della delegazione alla commissione parlamentare di associazione UE-Ucraina.
Nel settembre 2020 si presentò quale candidato a sindaco di Bucarest alle elezioni locali con lo slogan «Ritorno al municipio!» («Revin la Primărie!»). Ottenne l'11%.

## Aspetti controversi

### Collaborazione con la Securitate
Nel febbraio 1992 il quotidiano "Telegraf" presentò un'inchiesta che sosteneva che avesse collaborato con la Securitate a partire dal novembre 1977. I giornalisti affermavano che il suo nome appariva su un registro del comitato distrettuale del Partito Comunista Rumeno contenente le approvazioni delle persone da affiliare alla polizia segreta. Negli anni seguenti tali sospetti furono varie volte richiamati dalla stampa, mentre Băsescu negò ogni illazione, dichiarando che i suoi contatti con la Securitate erano stati quelli consueti di un capitano di marina e che non aveva mai partecipato a operazioni di polizia politica. Fu a più riprese scagionato dal Consiglio nazionale per lo studio degli archivi della Securitate (CNSAS), organo incaricato di verificare tali legami. Ricevette i primi verdetti favorevoli il 21 febbraio 2002 e il 31 agosto 2004. Nel 2004 denunciò per diffamazione il consigliere dell'ex presidente Emil Constantinescu, Mugur Ciuvică, che lo accusava di essere stato un collaboratore. Băsescu vinse il processo l'anno successivo.
Il 19 settembre 2006 l'agenzia di intelligence SRI trasmise al CNSAS un nuovo documento trovato negli archivi della Securitate in cui era riportato il nome di Băsescu. La sua analisi fu completata dal CNSAS il 26 settembre. I membri del consiglio constatarono che in base agli atti non si ravvisavano elementi che facessero pensare che avesse realizzato azioni di polizia politica. Simili verdetti furono emanati nuovamente nel 2009 e nel 2013.
Come richiesto dalle norme in vigore per i candidati, in seguito alle elezioni europee del 2019, il CNSAS effettuò delle nuove verifiche su Băsescu. Sulla base di due note informative firmate con il nome in codice "Petrov" e di un microfilm, il consiglio decretò che l'ex presidente aveva collaborato con la Securitate. Secondo il CNSAS avrebbe avuto i primi contatti con un ufficiale di polizia nel 1972, mentre il suo fascicolo custodito dalla Securitate sarebbe stato distrutto nel 1979, dopo la sua iscrizione al Partito Comunista Rumeno. Il 20 settembre 2019 la Corte d'appello di Bucarest prese atto della delibera dell'istituzione.
Băsescu fece ricorso all'Alta corte di cassazione, che diede il via al processo nel novembre 2021. I giudici emanarono il verdetto il 23 marzo 2022, confermando la sentenza di primo grado. Secondo la corte i documenti presentati dal CNSAS dimostravano che aveva fornito comunicazioni a un ufficiale della Securitate riguardanti un collega della marina, cui sarebbe stato impedito di imbarcarsi per l'estero a causa delle informazioni date da Băsescu. Rappresentato dall'avvocato Valeriu Stoica, ex ministro della giustizia, si difese affermando di essere ignaro di aver ricevuto un nome in codice, oltre a non aver mai firmato alcun rapporto con un nome diverso dal suo. Inoltre sottolineò di non essere stato a conoscenza del fatto che il servizio di controspionaggio militare, cui aveva fornito delle note, fosse controllato dalla Securitate.
Nel luglio 2022 presentò alla Corte d'appello di Bucarest una richiesta di revisione della sentenza definitiva, ma vi rinunciò in ottobre.
Secondo le previsioni della legge 243/2021 i presidenti della Romania condannati per collaborazione con la Securitate perdevano il diritto ai propri privilegi, tra i quali l'utilizzo di una residenza di protocollo, il vitalizio e la scorta. Nel maggio 2022 la società per l'amministrazione del patrimonio di Stato, la RA-APPS, gli recapitò l'avviso di sfratto dall'abitazione sita in strada Gogol nel quartiere di Primăverii in cui viveva dal 2015. Dopo aver liberato la casa, nel giugno 2022 si rivolse alla Corte d'appello perché secondo i suoi avvocati la legge 243/2021 non poteva essere applicata in modo retroattivo. I giudici trasferirono la causa al tribunale del Settore 1 di Bucarest.

### Dosarul flota
Nel 1990 la società di Stato che gestiva la flotta commerciale rumena, la NAVROM, fu divisa in tre compagnie (NAVROM, Romline e Petromin). La Petromin ricevette in gestione 89 delle 286 navi di NAVROM. Nel giro dei successivi nove anni a causa di cessioni, sequestri e dismissioni il loro numero si ridusse drasticamente. Al 2010 la Petromin era proprietaria di sole due navi, entrambe battenti bandiera maltese. Le indagini iniziali nei confronti dei dirigenti del ministero dei trasporti per accertare che non fossero stati commessi illeciti si conclusero senza procedimenti penali. L'inchiesta, passata alla storia con il nome di Dosarul Flota, fu riaperta dalla procura generale il 19 aprile 2002, mentre Băsescu fu chiamato a testimoniare di fronte agli inquirenti della Direzione nazionale anticorruzione (DNA) il 2 agosto 2003.
La finalità delle indagini era quella di verificare eventuali illegalità commesse nella vendita di sedici navi da trasporto appartenenti alla Petromin nel periodo compreso tra l'aprile 1991 e l'agosto 2000. Secondo gli investigatori nel 1991 la Petromin si sarebbe associata al gruppo Torvald Klaveness di Oslo e avrebbe fondato una società mista chiamata Petroklav con sede in Liberia (poi trasferita alle Bahamas). Nel 1992 al fine di ottenere un prestito di 49 milioni di dollari e adempiere ad alcuni requisiti dettati dagli istituti di credito, sarebbero state fondate diverse società con sede in Liberia collegate a Petroklav. Le navi sarebbero poi passate da Petromin alle nuove aziende al costo simbolico di un dollaro, mentre la Klaveness le avrebbe gestite dal punto di vista operazionale. Il sodalizio norvegese riuscì ad avere in prestito la somma dalla Christiania Bank, dando parte delle navi come garanzia. Nel corso degli anni le aziende si ritrovarono a far fronte a situazioni debitorie. In modo da coprire le perdite e rimborsare il prestito il Fondo per le Proprietà dello Stato (FPS), che deteneva il 70% di Petromin, tra il 1997 e il 2000 vendette tutte le navi.
Il 10 agosto 2004 la DNA rinviò a giudizio Traian Băsescu e altre settantanove persone per aver arrecato un danno erariale di 11.000 miliardi di lei (pari a 275 milioni di euro). Băsescu era indagato per abuso d'ufficio, falso, traffico di documenti falsi, bancarotta fraudolenta, riciclaggio, truffa e appropriazione indebita. Tra gli imputati figuravano gli ex ministri dei trasporti Paul Teodoru e Aurel Novac, l'ex presidente del FPS con rango di ministro Radu Sârbu e gli ex segretari di Stato Călin Dragomir Marinescu, Gheorghe Adrian Marinescu e Viorel Oancea.
Il 5 dicembre 2005 l'Alta corte di cassazione restituì il fascicolo alla DNA per questioni procedurali, poiché la requisitoria non era stata firmata dal procuratore capo, ma dal suo vice, al contrario di quanto richiedeva la legge. Allo stesso tempo la procura stabilì di riesaminare la requisitoria e di separare il filone riguardante Băsescu, che godeva di immunità poiché nel frattempo era stato eletto presidente della Romania, da quello degli altri imputati. Basandosi su una nuova perizia contabile presentata il 24 settembre 2007 che, invece, valutava che la gestione e il processo di vendita delle navi della Petromin fossero stati regolari, nel dicembre dello stesso anno il procuratore capo della DNA Daniel Morar constatò la decadenza delle responsabilità degli imputati. Il 22 gennaio 2015, al termine del suo mandato presidenziale, la DNA archiviò anche la posizione di Băsescu.

### Indagini del Consiglio nazionale per la lotta alla discriminazione
Il 19 maggio 2007, mentre faceva compere in un supermercato, sequestrò il cellulare alla giornalista di Antena 3 Andreea Pană, che lo incalzava con delle domande. Il telefono fu restituito nella stessa sera. Non avendo interrotto la registrazione, nella memoria fu in seguito trovato un audio in cui il capo di Stato in privato definiva la giornalista una «sporca zingara» (in rumeno «țigancă împuțită»). Il 23 maggio 2007 il Consiglio nazionale per la lotta alla discriminazione (CNCD) lo punì con una diffida. Il presidente contestò la decisione alla Corte d'appello di Bucarest, che respinse la richiesta nel novembre 2007. Il 15 maggio 2008 l'Alta corte di cassazione annullò la diffida, ma sancì che le parole di Băsescu avevano avuto carattere discriminatorio. Nel maggio 2015 la procura riaprì il fascicolo per i reati di furto e ingiuria, ma nell'ottobre dello stesso anno fu archiviato poiché non sussistevano infrazioni di natura penale.
Nel settembre 2007, all'uscita dell'ospedale militare centrale di Bucarest, dove aveva subito un intervento per la rimozione dei noduli tiroidei, si complimentò con il chirurgo Mircea Ghemigian, coordinatore del team medico, e affermò «Finalmente vedo un buon armeno», poi correggendosi con «Un armeno competente». L'affermazione faceva un'allusione ironica al ministro dell'economia, Varujan Vosganian, di origine armena. Un giornalista contestò l'episodio al CNCD, che il 15 ottobre 2007 scagionò Băsescu, dichiarando che non ravvisava osservazioni discriminatorie all'indirizzo degli armeni.
Nel novembre 2010, in visita in Slovenia, si espresse sulla comunità rom asserendo «Pochi vogliono lavorare. Molti di loro, tradizionalmente, vivono di quello che rubano». L'associazione Romani Criss si rivolse al CNCD, ma inizialmente il Consiglio respinse la richiesta, poiché le dichiarazioni avevano avuto luogo a Lubiana, fuori dalla sua giurisdizione. Il 21 gennaio 2014 però l'Alta corte di cassazione obbligò il CNCD a pronunciarsi. Il 10 febbraio 2014 l'istituzione multò il presidente con 600 lei per discriminazione.

### Inchieste sulle abitazioni
Nell'agosto 2002, quando era sindaco, prese in affitto dal comune di Bucarest una villa sita in strada Ștefan Mihăileanu, ex residenza del console della Germania. Nell'ottobre 2002 fece domanda di acquisto dell'immobile ai sensi della legge 112/1995, che permetteva agli inquilini dello Stato di riscattare le proprietà in cui vivevano. La transazione fu completata il 4 febbraio 2003, quando Băsescu entrò in possesso della villa, comprata per 19.000 dollari. La stampa tuttavia sollevò dubbi sulla legalità dell'operazione, in quanto la legge prevedeva che la possibilità di riscatto fosse applicabile solamente per chi abitava le proprietà alla sua entrata in vigore, cioè nel 1996. In modo da non perdere il diritto all'acquisizione, inoltre, nel novembre 2002 avrebbe trasferito alla figlia Ioana un'altra proprietà del valore di 280.000 dollari che aveva comprato nel mese precedente. Archiviate una prima volta nel 2005, quando il suo avvocato era stata Elena Udrea, nel 2008 la procura decise di non intraprendere nuove azioni su un'ulteriore denuncia del 2007, poiché Băsescu godeva dell'immunità garantita dalla posizione di presidente della Romania. Nel 2015 la procura del tribunale di Bucarest riaprì l'inchiesta, che fu nuovamente chiusa nel dicembre 2016 perché il fatto non sussisteva.
Nel 2014 il Gruppo per le investigazioni politiche si rivolse alla procura generale contro Băsescu. Nell'aprile 2016 i magistrati avviarono un'inchiesta, ipotizzando il reato di riciclaggio di denaro. In base alle indagini preliminari il 9 agosto 2000, quando era appena stato eletto sindaco, avrebbe acquistato un terreno nel quartiere di Băneasa a Bucarest per 1,4 milioni di lei (70.000 dollari dell'epoca). Nello stesso giorno l'imprenditore Costel Cășuneanu avrebbe comprato un simile appezzamento confinante per tre volte la cifra pagata da Băsescu. Nell'ottobre 2002 l'allora primo cittadino avrebbe venduto il proprio terreno alla cognata di Cășuneanu, Gabriela Blaj, per 12 milioni di lei (300.000 dollari). Con tali proventi avrebbe poi acquistato una villa del valore di 280.000 dollari in seguito donata alla figlia Ioana. L'inchiesta fu archiviata nel dicembre 2016 senza l'avvio di alcun procedimento penale perché il fatto non sussisteva e non era possibile provare atti di corruzione.

### Inchiesta sul terreno di Nana
Nel giugno 2013 annunciò che al termine del mandato da presidente avrebbe acquisito un'impresa agricola. Nel mese di settembre la figlia Ioana comprò un terreno di circa 300 ettari nella località di Nana, contraendo un prestito di un milione di euro dalla CEC Bank, istituto di credito a partecipazione statale. Nell'operazione sarebbero stati implicati anche diversi funzionari pubblici, tra i quali un procuratore e il presidente dell'Autorità nazionale per la restituzione delle proprietà, che avrebbero effettuato verifiche sulla situazione giuridica dell'appezzamento prima che la famiglia Băsecu procedesse all'acquisto. Su iniziativa del PSD si costituì una commissione parlamentare d'inchiesta, che chiuse i propri lavori nel giugno 2014.
In parallelo il primo ministro attivò il proprio corpo di controllo, che in un rapporto dell'8 marzo 2014 comunicò di aver ravvisato irregolarità relative al periodo 1997-2005 riguardanti l'assegnazione degli appezzamenti della zona ai legittimi proprietari. I responsabili del corpo di controllo si rivolsero quindi alla procura generale, che il 16 aprile avviò un'inchiesta sulle modalità di ripartizione dei terreni. Secondo le indagini preliminari tra il 2005 e il 2010 i membri della commissione fondiaria del comune di Nana si sarebbero attribuiti il diritto di proprietà sui terreni rispettivi. La procura dispose il sequestro di 735 ha, inclusivi dell'area acquistata dalla famiglia Băsescu. Nel dicembre 2022, in seguito alla prescrizione dei reati, i Băsescu rientrarono in possesso del terreno.

### Dichiarazioni su Michele I
Nel corso di un'intervista televisiva nel giugno 2011 accusò l'ex monarca Michele I di aver realizzato un atto di tradimento al momento della sua abdicazione del 1947. Parte del mondo intellettuale espresse il proprio biasimo contro il presidente.
Băsescu aggiunse che se fosse stato nei panni del maresciallo Ion Antonescu, anche lui avrebbe ordinato alle truppe rumene di attraversare il fiume Prut e attaccare l'Unione Sovietica, con lo scopo di recuperare la Bessarabia, persa nel 1940. In risposta, il ministero degli affari esteri russo rilasciò un comunicato stampa per chiedere una risposta immediata alla sua osservazione che «giustifica l'aggressione nazista contro l'URSS e disonora la memoria di milioni di vittime del fascismo» e definendo le dichiarazioni di Băsescu una «bravata senza pudore».
Nel luglio 2012 affermò di rimpiangere le sue parole, definendo il commento a riguardo di re Michele una questione delicata.

### Accuse di corruzione
Nell'opera «Ascensiunea lui Traian Băsescu» lo storico Marius Oprea, rifacendosi a dichiarazioni di Băsescu, stimò che allo scoppio della rivoluzione rumena questi avesse un patrimonio di 2,4 milioni di lei (all'epoca pari a 200.000 dollari). Al 1989 i depositi bancari di Băsescu sarebbero ammontati a un milione di lei, cioè quattro volte quelli di Nicolae Ceaușescu. Nel 2010 Mircea Băsescu in un'intervista affermò che lui e il fratello si erano arricchiti mentre servivano in marina grazie al traffico di materiali tessili.
Secondo un'inchiesta del Jurnalul Național, nel 1997, quando era ministro dei trasporti, aveva incoraggiato un'ordinanza d'urgenza del governo che cancellava i debiti di alcune aziende verso Banca Agricolă, istituto di credito entrato in fallimento. Tra le società beneficiarie del provvedimento vi sarebbe stata anche la fabbrica di gelato di proprietà della madre Maria e del fratello Mircea. Nel 2000 Evenimentul zilei sosteneva anche che la società avesse ottenuto un milione di dollari di finanziamento nel quadro del programma Phare dell'Unione europea. Nel periodo da ministro inoltre Băsescu sarebbe stato amministratore di due società private attive nel trasporto marittimo, cioè nello stesso settore per il quale rivestiva un incarico pubblico. Una delle due aziende avrebbe avuto la propria sede sociale nell'abitazione di protocollo assegnatagli quale ministro.
Nell'estate del 2009 fu criticato da un editoriale apparso sul quotidiano Gândul per non essersi imposto in uno scandalo di corruzione che aveva colpito il ministro della gioventù Monica Iacob-Ridzi (PDL), in contrapposizione alle dure critiche che aveva mosso contro i ministri di altri partiti in casi analoghi (Tudor Chiuariu e Codruț Șereș). Parimenti, Tom Gallagher, uno specialista sulla politica della Romania dell'Università di Bradford, scrisse su România liberă che nel 2009 l'immagine pubblica di Băsescu era stata colpita anche dall'elezione a europarlamentare della figlia Elena, che si era fatta strada in campagna elettorale attraverso «manovre puramente bizantine» con l'aiuto di Ridzi.
Nel giugno 2014 il fratello Mircea fu arrestato perché sospettato di aver accettato una tangente di 600.000 euro con la promessa di intervenire per evitare la condanna del malavitoso Sandu Anghel, conosciuto anche con il nome di Bercea Mondial.

## Vita privata
È sposato dal 1975 con Maria Andrușcă (nata nel 1951) e ha due figlie, Ioana (1977) ed Elena (1980).